# Chiroptera
Los quirópteros (Chiroptera, del griego χείρ [cheir], 'mano' y φτερό [pteron], 'ala'), conocidos comúnmente como murciélagos, son un orden de mamíferos placentarios cuyas extremidades superiores se desarrollaron como alas. Con unas mil cuatrocientas especies actuales, representan aproximadamente un 20 % de todas las especies de mamíferos, lo que los convierte, tras los roedores, en el segundo orden más diverso de esta clase. Están presentes en todos los continentes, excepto en la Antártida. La disciplina correspondiente es la quiropterología.
Son los únicos mamíferos capaces de volar, se han extendido por casi todo el mundo y han ocupado una gran variedad de nichos ecológicos diferentes. Desempeñan un papel ecológico vital como polinizadores, como controladores de plagas de insectos y pequeños vertebrados y también desarrollan un importante papel en la dispersión de semillas; muchas plantas tropicales dependen por completo de los murciélagos. Tienen las patas anteriores transformadas en alas y más de la mitad de especies conocidas se orientan y cazan por medio de la ecolocalización. Cerca de un 70 % de las especies son insectívoras y la mayor parte del resto frugívoras; algunas se alimentan de pequeños vertebrados como ranas, roedores, aves, peces, otros murciélagos o, como en el caso de los vampiros (subfamilia Desmodontinae), de sangre.
Su tamaño varía desde los 29-33 mm de longitud y 2 g de peso del murciélago moscardón (Craseonycteris thonglongyai), a los más de 1,5 m de envergadura y 1,2 kg de peso del zorro volador filipino (Acerodon jubatus).
A causa de los hábitos nocturnos de la mayoría de sus especies y la ancestral incomprensión sobre cómo podían «ver» en la oscuridad, se les consideraba y todavía se les considera a menudo como habitantes siniestros de la noche, y con pocas excepciones (como en China, donde son símbolo de felicidad y provecho) en la mayor parte del mundo los murciélagos han causado temor entre los humanos a lo largo de la historia; iconos imprescindibles en el cine de terror, aparecen en multitud de mitos y leyendas y, aunque en realidad solo tres especies son hematófagas, a menudo se les asocia a los vampiros mitológicos.

## Etimología
El nombre científico del orden, Chiroptera, proviene de dos vocablos griegos, cheir (χειρ), mano, y pteron (πτερον), ala. Aunque pocos quirópteros lo son completamente, antiguamente predominaba la creencia de que eran ciegos, como demuestra el origen de su nombre común, «murciélago», que es una metátesis histórica de «murciégalo», formada por la expresión del castellano antiguo mur cego 'ratón ciego', la cual deriva a su vez de la unión de los términos latinos mus, ratón, caecŭlus (diminutivo de caecus), ciego, y alatus, alado. En otras lenguas su nombre también es una palabra compuesta que alude a su parecido con estos roedores y a su capacidad de volar, como ratpenat y ratapenada (rata alada) en catalán y occitano o Fledermaus (ratón que vuela) en alemán, en euskera se llama sagu zahar (ratón viejo), los chinos les llaman sein-shii (ratón celeste) y los aztecas les llamaban quimich-papalotl, de quimich, ratón, y papalotl, mariposa.
El término «vampiro», que se utiliza como nombre común de los murciélagos hematófagos, proviene del francés vampire, y este del alemán Vampir. Esta palabra tiene su origen en los míticos vampiros, término que generalmente se acepta que tiene su origen en la lengua eslava y la magiar, aunque su origen etimológico es incierto.

## Morfología
Los murciélagos, junto con las aves y los ya extintos pterosaurios, son los únicos animales vertebrados capaces de volar. Para conseguirlo, han desarrollado una serie de caracteres destinados a permitir el vuelo; excepto el pulgar, todos los dedos de las manos están particularmente alargados y sostienen una fina membrana de piel, flexible y elástica, que garantiza la sustentación. Esta membrana, denominada patagio, está formada por dos capas de piel que recubren una capa central de tejidos inervados, vasos sanguíneos y fibras musculares.
Su pelaje varía según las especies, pero generalmente son pardos, grises, amarillos, rojos y negros. Su tamaño varía desde los 29-33 mm de longitud y 2 g de peso del murciélago moscardón (Craseonycteris thonglongyai), el mamífero más pequeño existente en la actualidad, a los más de 1,5 m de longitud y 1,2 kg de peso del gran zorro volador filipino (Acerodon jubatus). Otros murciélagos de gran tamaño son el zorro volador de la India (Pteropus giganteus), el zorro volador de Livingston (Pteropus livingstonii) o el gran zorro volador (Pteropus vampyrus), el murciélago de mayor envergadura. A pesar de su nombre, los megaquirópteros no son siempre mayores que los microquirópteros, pues algunas especies tan solo miden seis centímetros de longitud y son más pequeños que los microquirópteros de mayor tamaño. 
La orientación de sus extremidades inferiores es única entre los mamíferos; la unión de la cadera está girada 90° de forma que las piernas se proyectan de lado y la cara de las rodillas casi hacia atrás. En parte debido a esta rotación, su movimiento al andar es generalmente torpe y los diferencia de otros tetrápodos. Este diseño de las extremidades inferiores da apoyo al patagio en el vuelo y les permite colgarse boca abajo, posición en la que pasan gran parte de su vida, pendiendo de las ramas de los árboles o de los techos de las cuevas donde habitan. También tienen el pulgar de los pies libre y está dotado de una uña que les ayuda a colgarse y trepar. Cuando están colgados, su peso ejerce una tracción sobre los tendones que mantiene las garras en posición de enganche, lo que les permite permanecer colgados incluso dormidos y no gastar energía aunque permanezcan en esa posición durante grandes periodos de tiempo.

### Esqueleto

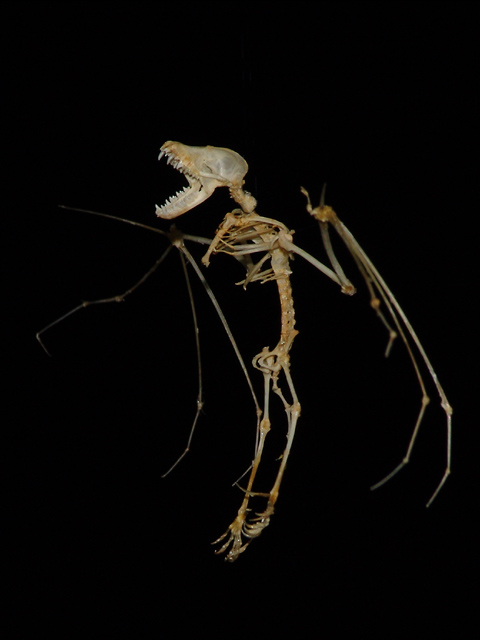
Esqueleto de Myotis myotis (las costillas están dañadas).

La principal adaptación esquelética de este orden de mamíferos es un pronunciado alargamiento del quiridio, especialmente en sus huesos más separados de la línea media. El radio es largo y la ulna reducida y está fusionada con este, y el húmero es también muy largo y con una cabeza grande, articulada con la escápula de una forma especial, pues los movimientos de vuelo se dan sobre todo a nivel del hombro, permaneciendo rígido el resto de la extremidad; el codo tan solo permite movimientos de flexión-extensión y el carpo realiza la flexión-extensión y el despliegue de los dedos. El primer dedo es robusto y externo al ala y siempre está provisto de uña (en el caso de los megaquirópteros también el segundo dedo); el resto de metacarpianos y falanges proximales están especialmente alargados para sostener el patagio, con las falanges distales relativamente cortas. Las extremidades posteriores son débiles y cuentan con cinco dedos provistos de uñas, que utilizan para colgarse sin necesidad de contracción muscular.
El esternón forma una quilla donde se insertan sus potentes músculos pectorales y la ancha y vigorosa clavícula suele estar fusionada con el esternón y la escápula. Las costillas son anchas, tienen poca movilidad y pueden fusionarse entre sí y con las vértebras, lo que hace que su respiración sea predominantemente diafragmática. La pelvis ha evolucionado para adaptarse al vuelo; se halla desplazada de forma que el acetábulo queda situado dorsalmente y la pata se sostiene hacia afuera y hacia arriba, y generalmente carecen de sínfisis pubiana; en los microquirópteros, el ilion y el sacro están fusionados hasta el nivel del acetábulo, con lo que carecen de movilidad en la unión iliosacral, y en el caso de los zorros voladores los dos huesos están completamente fusionados. Las esternebras son robustas y están fusionadas, y las espinas neurales, la propia columna vertebral y especialmente la región lumbar son cortas. La columna está compuesta por siete vértebras cervicales, once vértebras torácicas y hasta diez vértebras caudales; para sustentar sus poderosos músculos de vuelo, las vértebras torácicas están fuertemente unidas entre sí formando una columna rígida.

### Cabeza

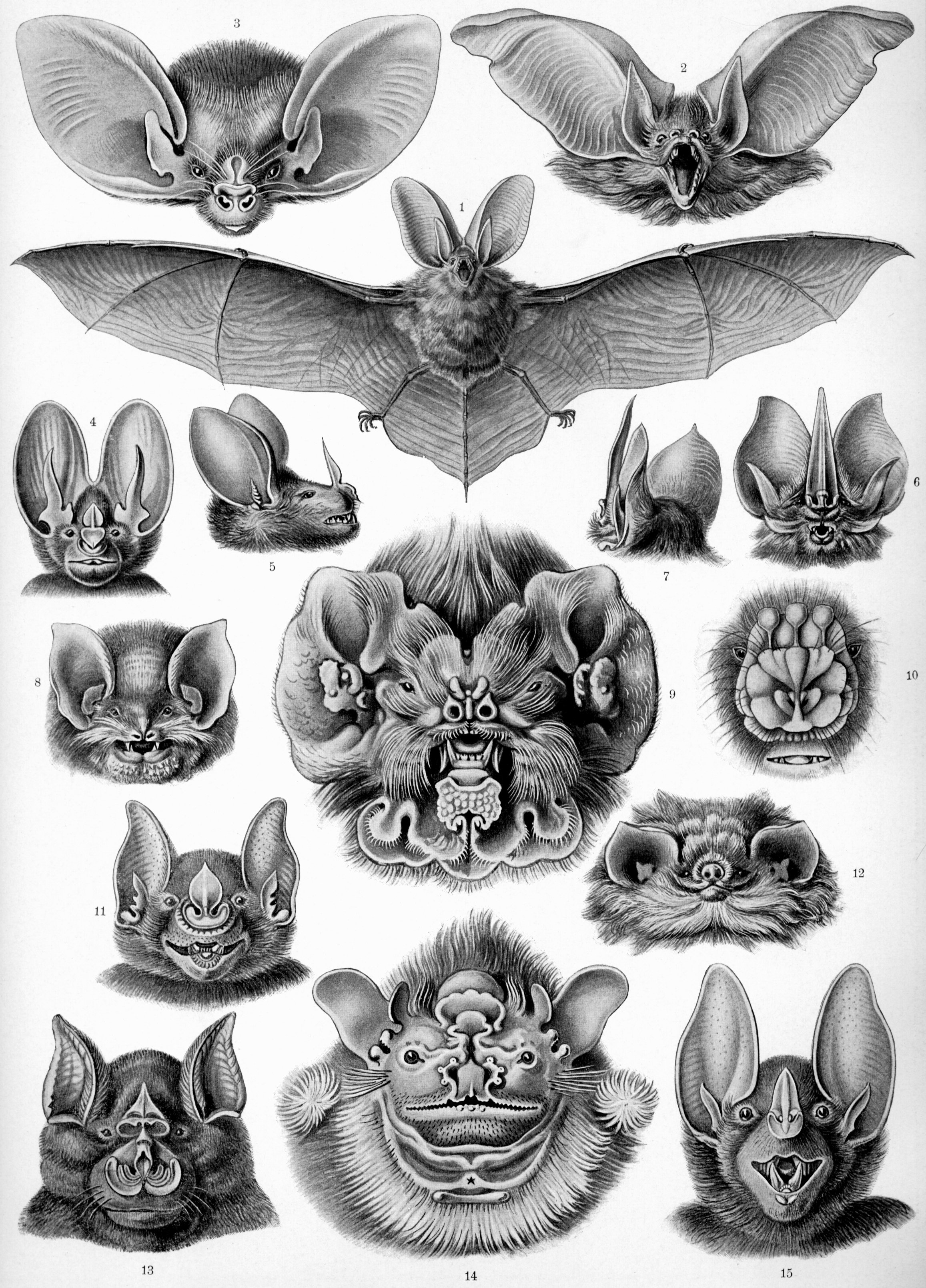
Cabezas de diferentes murciélagos. Ilustración de Haeckel en Kunstformen der Natur, 1904 (Obras de arte de la naturaleza).

Su cabeza difiere considerablemente de una especie a otra. La cabeza de muchos murciélagos recuerda la de otros animales como pueden ser los ratones, pero tienen estructuras diferenciales en los quirópteros. Muchos tienen láminas nasales u otras estructuras en la cara, que sirven para emitir o potenciar los ultrasonidos. Las orejas, que en muchas especies son de gran tamaño, a menudo están dotadas de surcos o arrugas, además del trago, un lóbulo de piel que mejora su capacidad de ecolocalización. 
Los microquirópteros tienen una visión dicromática en blanco y negro, mientras que los megaquirópteros ven en color. Aunque los ojos de la mayoría de los microquirópteros son pequeños y están poco desarrollados, con una baja agudeza visual, no se puede decir que sean ciegos. Utilizan la vista como ayuda en la navegación, especialmente en distancias largas, a las que no alcanza la ecolocalización. Según investigaciones recientes, algunas especies también perciben la luz ultravioleta reflejada por algunas flores, lo que les ayudaría a encontrar néctar. Algunos disponen de un sentido de magnetorrecepción, lo que les permite orientarse utilizando el campo magnético terrestre, de manera similar a las aves migratorias y otros animales, y les ayuda a orientarse durante sus vuelos nocturnos. Al carecer de ecolocalización, los ojos de los megaquirópteros están más desarrollados que los de los microquirópteros, y emplean el olfato y la vista para orientarse y localizar su alimento; su capacidad para captar la luz se intensifica por numerosas proyecciones de los bastoncillos de la retina.
Tienen generalmente entre treinta y dos y treinta y ocho; dientes, de los cuales están especialmente desarrollados los caninos. La evolución de diferentes modos de alimentación ha desarrollado múltiples configuraciones dentales, y en este orden de mamíferos se conocen unas cincuenta fórmulas dentales diferentes; el vampiro común (Desmodus rotundus), con veinte dientes, es una de las especies de quiróptero con menor número. Los dientes de los microquirópteros son similares a los de los animales insectívoros; están muy afilados con el fin de penetrar el duro exoesqueleto de los insectos o la piel de la fruta. Los de los megaquirópteros están adaptados para morder la dura piel de algunos frutos.
La especie Anoura fistulata tiene la lengua más larga en relación con la medida corporal de todos los mamíferos. Con su lengua larga y estrecha puede llegar al fondo de muchas flores con receptáculo cónico y alargado, y le ayuda a polinizar y alimentarse. Cuando retracta la lengua, se enrolla dentro su caja torácica.

### Alas

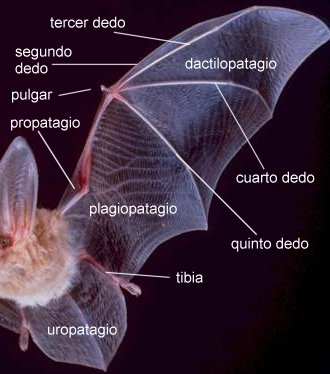
Morfología del ala

Los quirópteros son un ejemplo de la gran variedad de posibilidades de desarrollo que pueden tener las patas de los tetrápodos. Excepto en el pulgar, todas las falanges de los dedos de sus patas anteriores están especialmente alargadas para sostener una extensa y fina membrana de piel, flexible y elástica, que recibe el nombre de patagio y que le permite la sustentación en el aire. El patagio está formado por una capa central de tejidos plagados de nervios, vasos sanguíneos y fibras musculares, recubierta por ambos lados con capas de piel. El patagio se divide en propatagio (la parte que va desde el cuello hasta el primer dedo), dactilopatagio (entre los dedos), plagiopatagio (entre el último dedo y las patas posteriores) y uropatagio (membrana caudal o interfemoral, que une ambas extremidades posteriores entre sí, incluyendo la cola en todo o en parte). Dependiendo de las especies y su estilo de vuelo, pueden tener un uropatagio muy largo, ser más reducido o incluso carecer de él; del mismo modo algunas como Anoura spp. y Sturnira spp. carecen de uropatagio evidente y los géneros Desmodus, Diphylla y Diaemus carecen de cola pero tienen uropatagio, aunque muy estrecho.
Los huesos de los dedos son mucho más flexibles que los de otros mamíferos. Una de las razones es que el cartílago carece de calcio y otros minerales en su extremo, lo que les permite una gran torsión sin romperse. La sección de los huesos de los dedos es aplanada, en lugar de circular como por ejemplo en los humanos, lo que los hace todavía más flexibles. La piel de las membranas alares es muy elástica y se puede estirar mucho más de lo que es habitual en los mamíferos.
Como tienen alas mucho más delgadas que las de las aves, siendo más similares por evolución convergente a la de los pterosaurios, pueden maniobrar de una manera más rápida y precisa, aunque también son más delicadas y se rasgan con facilidad; sin embargo, el tejido de la membrana se repone en poco tiempo, por lo que estos pequeños rasgones pueden curarse con rapidez. La superficie de las alas está dotada de receptores sensibles al tacto en forma de pequeños bultos llamados células de Merkel, presentes en la mayoría de mamíferos pero que el caso de los murciélagos son diferentes, pues cada bulto tiene un pelo diminuto en el centro, lo que la hace aún más sensible y le permite detectar y recoger información sobre el aire que fluye sobre sus alas y así poder cambiar su forma para volar con mayor eficacia. Muchas especies, como Myotis lucifugus, aprovechan esta destreza para volar cerca de la superficie del agua y beber mientras vuelan, y otras, como el zorro volador (género Pteropus) o los megaquirópteros, rozan con su cuerpo la superficie del agua y toman tierra en los alrededores para lamer el agua adherida a la piel de su pecho. La membrana de las especies que utilizan las alas para cazar a sus presas tiene un tipo adicional de célula receptora, sensible al estiramiento de la membrana. Estas células se concentran en las partes de la membrana en que los insectos impactan con el ala cuando los murciélagos los capturan.
Los murciélagos piscívoros tienen un uropatagio poco desarrollado, para minimizar la resistencia aerodinámica y mejorar su estabilidad durante el vuelo raso. Los que se alimentan de insectos voladores tienen alas largas y estrechas que les permiten volar a más de 50 km/h. Cuando se encuentran grandes concentraciones de insectos, a veces solo tienen que volar con la boca abierta para capturar sus presas, de forma similar a como se alimentan de kril los cetáceos. En cambio, los que comen insectos situados en la corteza o las hojas de los árboles tienen unas alas de gran superficie que les permiten un vuelo lento y suave y volar entre la vegetación densa.

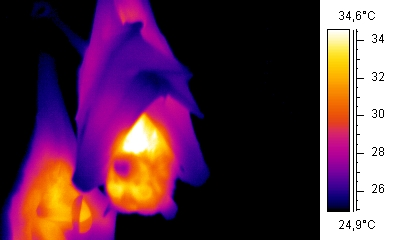
Imagen termográfica que muestra el efecto aislante de sus alas

Sus alas también les sirven como protección cuando el animal está en reposo, además de como regulador térmico; aíslan el cuerpo del animal del ambiente exterior para conservar calor (a lo que también contribuye que la sangre circula por ellas), pero también sirven para reducir la temperatura del animal mientras vuela (esta sangre que circula por los capilares de sus finas alas se enfría con el movimiento de las mismas).
No todos los murciélagos tienen en el vuelo su único modo de locomoción. Algunos, como los mistacínidos de Nueva Zelanda tienen la capacidad de esconder sus alas bajo una resistente membrana, una adaptación que les permite desplazarse y alimentarse en tierra, e incluso escarbar madrigueras en el suelo.
Existía cierto consenso científico sobre que los murciélagos evolucionaron a partir de antepasados planeadores del tipo de las ardillas voladoras. Sin embargo, el vuelo de los murciélagos es un sistema funcional muy complejo desde una perspectiva morfológica, fisiológica y aerodinámica, y la transición desde el planeo al vuelo requiere una importante serie de adaptaciones, y estudios recientes apuntan a que la evolución de los murciélagos no tiene relación con los mamíferos planeadores.

## Ecolocalización

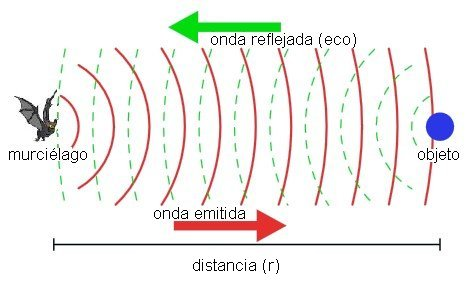
Esquema de la ecolocalización.
Emisión de ultrasonidos (en rojo) que alcanzan el objeto (en azul) y son reflejados en forma de eco (en verde), volviendo al murciélago, que calcula la distancia (r) en base al tiempo transcurrido entre la emisión y la recepción. La dirección la deducen por la diferencia entre la llegada del eco al oído derecho y al izquierdo.

Investigando la habilidad de los murciélagos para volar y capturar insectos en la oscuridad, Lazzaro Spallanzani descubrió en 1793 que se desorientaban si no podían oír, pero que evitaban obstáculos cuando estaban cegados. En 1920 el fisiólogo inglés Hartridge apuntaba la posibilidad de que localizaran y capturaran a sus presas con el oído. Ya en 1938, con el desarrollo de un micrófono que captaba las altas frecuencias, Donald Griffin descubrió que los murciélagos emitían ultrasonidos.
Los murciélagos, al igual que los delfines o los cachalotes, utilizan la ecolocalización, un sistema de percepción que consiste en la emisión de sonidos para producir ecos que a su retorno se transmiten al cerebro a través del sistema nervioso auditivo y les ayuda a orientarse, detectar obstáculos, localizar presas o con motivos sociales; se trata de una especie de «sonar» biológico. La utilizan fundamentalmente para la captura de sus presas y les proporciona información sobre su medida, velocidad y dirección.
Los microquirópteros emiten ultrasonidos mediante contracciones de la laringe, que es proporcionalmente más ancha que en otros mamíferos. Estos sonidos pueden variar en frecuencia, ritmo, duración e intensidad. Son emitidos por la boca o la nariz y son amplificados por unas «láminas nasales». Las distintas especies emiten frecuencias diferentes. Los humanos pueden percibir hasta 20 kHz, pero los murciélagos emiten desde 15 hasta 200 kHz. Las frecuencias pueden ser constantes (no cambian durante la duración de la señal) o moduladas (varían en mayor o menor medida). Los gritos pueden acabarse repentinamente o gradualmente, según la especie. Los megadermátidos, filostómidos, nictéridos y algunos vespertiliónidos utilizan intensidades débiles, mientras que el género Nyctalus tiene llamamientos muy potentes que se pueden sentir desde una distancia muy superior. En ocasiones dejan de emitir sonidos cuando se encuentran en lugares familiares o que conocen bien, quizás para evitar que determinados predadores los descubran.
Durante la búsqueda de presas emiten de media de cuatro a doce señales de búsqueda por segundo en intervalos irregulares; cuando localizan una posible presa, durante la persecución el ritmo de las señales aumenta significativamente (hasta 40-50 por segundo), y justo antes de capturarlas emiten un «zumbido final» consistente en una secuencia de diez a quince pulsos cortos separados por un intervalo mínimo. La secuencia completa de localización, persecución y «zumbido final» dura menos de uno o dos segundos.
Utilizan las orejas para escuchar su propio eco, y las de algunos grupos, como por ejemplo los rinolófidos, pueden moverse independientemente la una de la otra. Calculan la distancia de la presa por la diferencia de tiempo entre la emisión del sonido y la recepción del eco, y la dirección la deducen por la diferencia entre la llegada del eco al oído derecho y al izquierdo. El pabellón auricular de los quirópteros está adaptado al tipo de vuelo de cada especie; cuanto más rápido vuelan, más cortas son las orejas. El pabellón auricular de las dos especies del género Mormoops es uno de los más sofisticados entre los mamíferos.
Con muy pocas excepciones, como el género Rousettus que solo vive en cuevas y que es el único del suborden que produce auténticos sonidos de ecolocalización para poder desplazarse en su interior en la más completa oscuridad, o como Rousettus aegyptiacus que cuenta con una forma rudimentaria de la misma, los megaquirópteros (que se alimentan de jugo de frutas, néctar y polen) carecen de esta capacidad, y utilizan la vista y el olfato para orientarse.
Existen estudios que muestran que en vuelos a través obstáculos consistentes en alambres de diferentes diámetros estirados verticalmente, los murciélagos eran capaces de evitar alambres de un diámetro de 0,065 mm, y que incluso en los de 0,05 mm el porcentaje de vuelos sin colisiones era muy alto. Sin embargo, a pesar de esta precisión y de que la ecolocalización permite a los quirópteros desplazarse y cazar en situaciones de poca luz o incluso en total oscuridad, también supone importantes desventajas con respecto a la percepción visual, como son el coste energético para su producción, el tiempo de respuesta en la recepción del eco frente a la percepción continua de imágenes de la visión, un campo sonoro limitado comparado con el campo visual de los mamíferos, su limitado alcance (generalmente menor de 20 m y con un máximo de 50-60 m) o la baja resolución de las «imágenes» que produce.
La ecolocalización es un sistema que se basa en el análisis de los ecos; esto implica que los murciélagos tengan adaptaciones tanto para emitir señales (en la laringe), como para recibirlas (en el sistema auditivo).
Adaptaciones en la laringe: En los murciélagos este órgano es una estructura muy rígida, ya que los cartílagos aritenoideos están fusionados en sus extremos superiores creando una sola estructura. La musculatura lateral del cricoaritenoideo puede rotar los cartílagos aritenoideos a lo largo de sus ejes hacia la línea media. La intensidad de los pulsos de ecolocalización que emite un murciélago puede alcanzar los 100 dB, y se originan mediante la acumulación de aire bajo la glotis, el cual crea una presión subglótica que incrementa la fuerza de salida del aire al expirar. Para minimizar el gasto de energía, el murciélago emite la señal ultrasónica en la espiración que acompaña al batido de las alas.
Adaptaciones en el sistema auditivo: en los quirópteros la audición funciona y está estructurada de una manera muy similar a la de los demás mamíferos; sin embargo, existen modificaciones en la forma y tamaño de la oreja y del trago que están relacionadas con la capacidad de los murciélagos de percibir los ecos de sus presas o de objetos. También destaca la alta sensibilidad del órgano de Corti en el oído interno, que recibe el estímulo de los ecos y manda la señal al cerebro para su posterior interpretación dependiendo de las condiciones ambientales y del tipo de sonido emitido.
El conocido como buzz de caza es un grupo de pulsos de ecolocalización cortos, de rápida emisión, que son emitidos por los murciélagos antes de hacer contacto físico con su presa. Al detectarla, el murciélago se aproxima a ella, conforme se va acercando disminuye el intervalo de tiempo de la emisión de pulsos con el fin de reducir el tiempo de retorno del eco. De esta manera el murciélago recibe información más detallada de la trayectoria de esta, para poder seguirla o interceptarla. Los murciélagos que usan señales de FM-FC al localizar una presa pueden convertir gradualmente los pulsos por completo a frecuencia constante (FC) para recibir información detallada sobre esta. Al principio, estos barridos (cambios) son de amplio intervalo de frecuencia o ancho de banda, pero a medida en que el murciélago se acerca a la presa, los barridos de FM (frecuencia modulada) se hacen más cortos, ya que el murciélago cada vez va obteniendo información más detallada de esta.

## Ecología

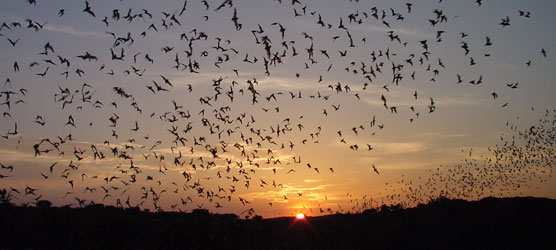
Murciélagos saliendo de sus cuevas al anochecer. Pueden formar colonias de millones de individuos.

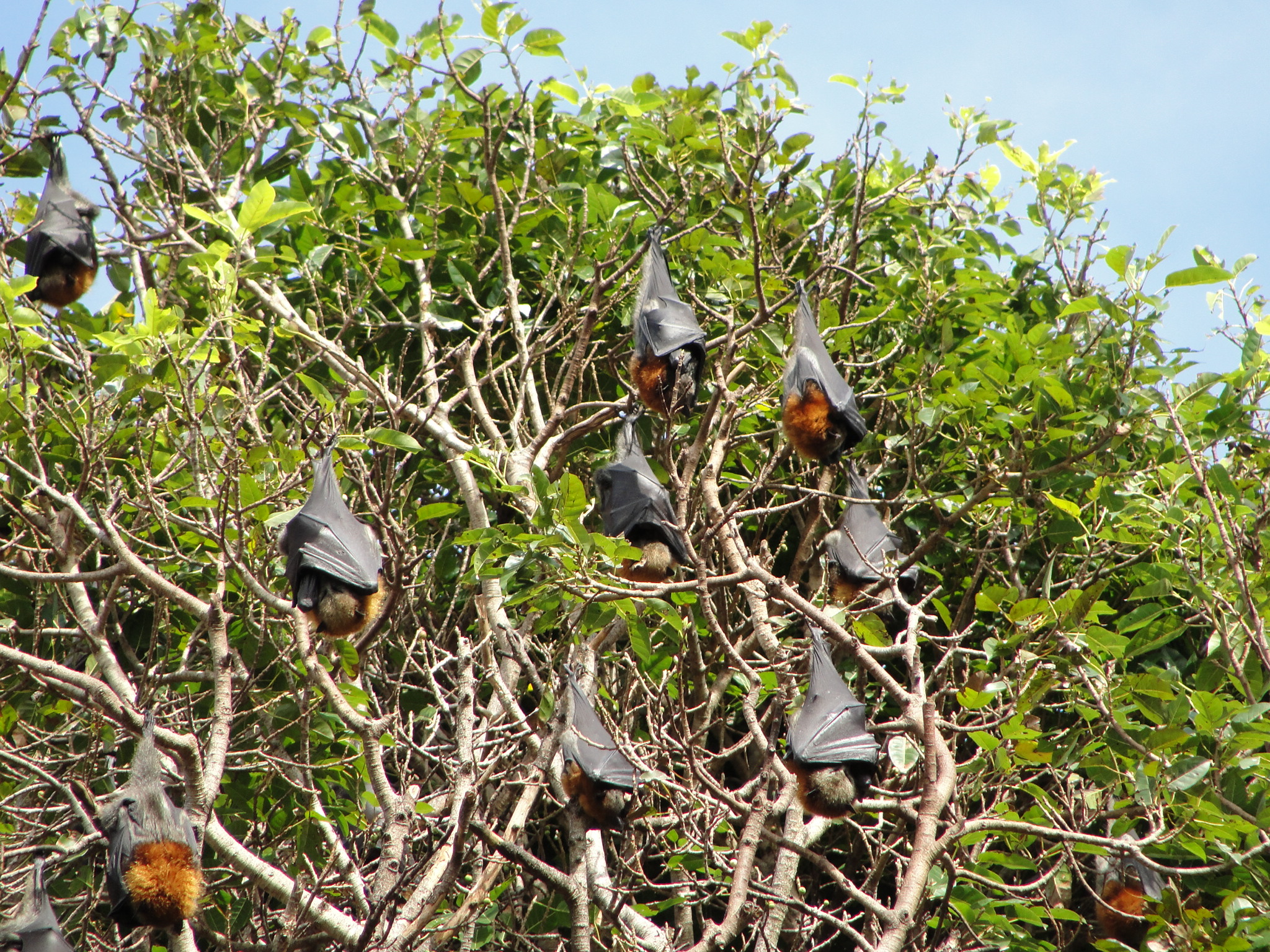
Los murciélagos descansan en cuevas, edificaciones, agujeros, grietas o al aire libre.

Ocupan nichos en todos los hábitats, excepto en las regiones polares, los océanos o las montañas más altas. La mayor parte son insectívoros, pero tienen una amplísima variedad de dietas; algunos se especializan en una gama de alimentos relativamente estrecha y otros son omnívoros. Casi todos los murciélagos comen de noche y descansan de día, en sitios muy variados según las especies, como cuevas, edificaciones, agujeros, grietas o al aire libre. Algunas especies son solitarias, pero otras, como el murciélago cola de ratón (Tadarida brasiliensis), forman colonias de 20 y hasta 50 millones de individuos en algunas cuevas de Texas y el noroeste de Estados Unidos, que consumen entre 45 y 250 tn de insectos cada noche. Los murciélagos son vivíparos, y muchas especies han desarrollado una compleja fisiología reproductiva.

### Ciclo vital
Suelen alcanzar la madurez sexual a los doce meses, y los sistemas de apareamiento varían de una especie a otra. Algunos murciélagos tienen un comportamiento promiscuo y se unen en grupos numerosos en uno o varios árboles y copulan con varios compañeros cercanos. Muchos microquirópteros neotropicales mantienen y defienden pequeños «harenes» de hembras. Aunque la mayoría de las especies son poliginias o promiscuas, algunas, como Vampyrum spectrum, Lavia frons, Hipposideros galeritus, Nycteris hispida y varias del género Kerivoula, son monógamas y, en estos casos, el macho, la hembra y su descendencia viven juntos en grupos familiares y los machos pueden colaborar en la protección y alimentación de los jóvenes. El comportamiento durante el cortejo es complejo en algunas especies, mientras en otras puede ser casi inexistente, llegando al caso de machos de algunas especies que se aparean con hembras en estado de hibernación que apenas reaccionan ante la cópula.
Un gran número de especies se reproduce estacionalmente; las de zonas templadas a menudo lo hacen antes de iniciar la hibernación. Todas las especies que no son criadoras estacionales se dan en la zona tropical, donde los recursos son a menudo relativamente constantes todo el año. La función de la cría estacional es coordinar la reproducción con la disponibilidad de recursos que permita la supervivencia de los recién nacidos. Los murciélagos vampiro pueden nacer en cualquier época del año.
Los murciélagos son vivíparos, por lo general con un desarrollo embrionario relativamente lento (tres a seis meses), la duración de la gestación puede variar según la disponibilidad de alimentos y el clima, y de unas especies a otras puede variar desde los cuarenta días hasta los diez meses. Muchas especies han desarrollado una compleja fisiología reproductiva, como la ovulación retrasada, la implantación diferida, el almacenaje de esperma, el retraso de la fertilización o la diapausa embrionaria. La ovulación retrasada se da fundamentalmente en los murciélagos de zonas templadas, e implica que se apareen a finales del otoño y que la hembra almacene el semen durante todo el invierno; la ovulación se produce en primavera para que las crías nazcan en verano, cuando hay muchos insectos disponibles. En el caso de la implantación diferida el embrión empieza a desarrollarse inmediatamente pero se detiene poco después, esperando a que las condiciones vuelvan a ser favorables; este tipo de embriogénesis se produce en los megaquirópteros africanos y en el género Miniopterus y en otras especies, como Macrotus californicus, el óvulo se implanta pero el feto no se desarrolla hasta la primavera. También pueden alargar la gestación para evitar el mal tiempo; en zonas tropicales, lo pueden hacer para esperar una época mejor en términos meteorológicos o de disponibilidad de alimento. La migración y la hibernación también limitan la temporada óptima de apareamiento.

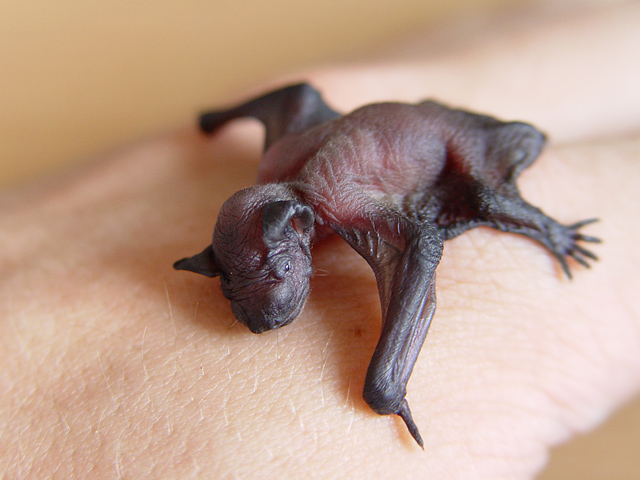
Murciélago común (Pipistrellus pipistrellus) recién nacido.

Las hembras generalmente dan a luz a una cría por camada (aunque a veces pueden ser dos) y una camada por año, sin embargo algunas especies del género Lasiurus, como el murciélago boreal rojizo (L. borealis) de América del Norte, pueden llegar a tener tres o cuatro crías. En el norte de Europa los pipistrelos tienen una cría, pero en zonas más meridionales suelen tener dos, y teniendo en cuenta que los gemelos son más frecuentes entre ejemplares en cautividad, bien alimentados, que entre las mismas especies en estado silvestre, probablemente una mejor nutrición influya en el número de nacimientos.
Al nacer ya tienen entre el 10 y el 30 % del peso de sus madres, que necesitan de un gran aporte energético para producir leche para sus crías. Los recién nacidos son completamente dependientes de sus madres tanto para su protección como para su alimento, incluso hasta en el caso de los pteropódidos, cuyas crías ya nacen con piel peluda y con los ojos abiertos; los microquirópteros tienden a ser más altriciales al nacer. En algunas especies las crías nacen estando la madre colgada patas arriba y en otras vuelve la cabeza hacia arriba y recoge la cría con la membrana interfemoral (membrana cutánea que se extiende entre los miembros inferiores y la cola). En la mayoría de las especies las hembras disponen de dos mamas en el pecho, en algunas disponen de otro par de falsas mamas inguinales que sirven para que la cría se agarre y en otras, como en Lasiurus, hay cuatro mamas funcionales; la lactancia puede empezar a los pocos minutos de nacer.
Las especies de zonas templadas forman generalmente colonias de maternidad, una especie de guarderías integradas casi exclusivamente por hembras adultas; estos hacinamientos reducen la pérdida de calor y el gasto energético de cada individuo. La mayoría de los murciélagos, sobre todos los insectívoros, que necesitan de la máxima maniobrabilidad posible, dejan a sus crías en las perchas mientras se alimentan y generalmente solo las llevan encima cuando cambian de percha. Los jóvenes de especies pequeñas se desarrollan con rapidez y vuelan a los veinte días, en cambio los zorros voladores, de mayor tamaño, pueden tardar tres meses en iniciar su primer vuelo; los vampiros son los que se desarrollan más lentamente, y se amamantan hasta los nueve meses. Aunque generalmente alcanzan su peso corporal máximo pocas semanas después del destete, algunas especies pueden tardar varios años en conseguirlo.
La longevidad media de los murciélagos suele ser de cuatro o cinco años, aunque a menudo alcanzan diez y hasta veinticinco años, y algunas especies pueden llegar a vivir treinta años de edad. La longevidad de los mamíferos generalmente está en relación con su tamaño, por lo que la vida de los murciélagos es sorprendentemente alta en proporción a su tamaño y por lo general es unas tres veces y media más larga que la de otros mamíferos de un tamaño similar.

### Distribución

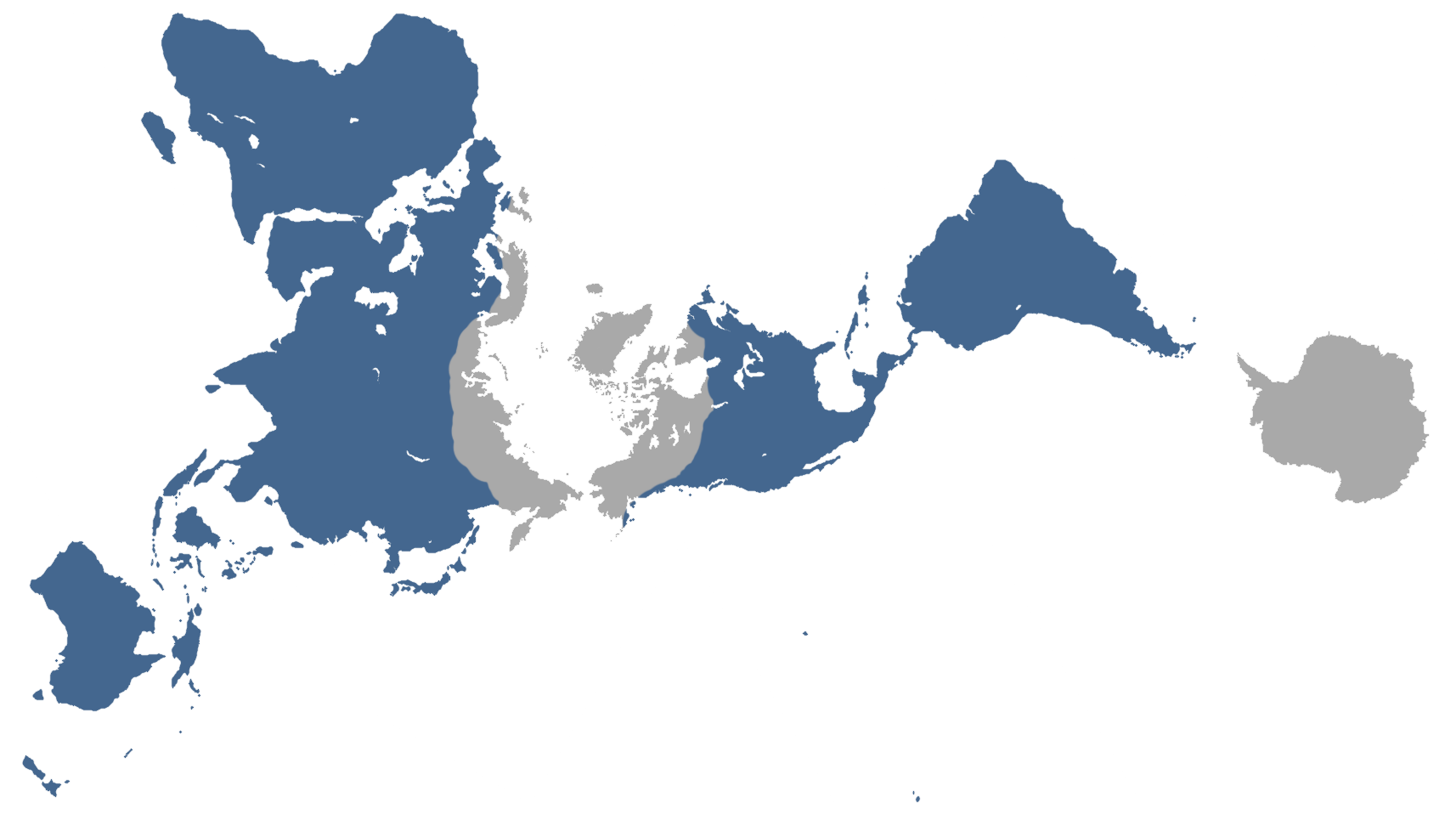
Distribución geográfica de los murciélagos (en azul).

Se encuentran por todo el mundo, excepto las regiones polares, las montañas más altas, las islas particularmente aisladas (principalmente del Pacífico oriental), los océanos o el centro de los desiertos más extensos; ocupan nichos en todos los hábitats y su capacidad de vuelo les permite colonizar nuevas zonas, si disponen de perchas de descanso y alimento. En Nueva Zelanda, Hawái, las Azores y muchas islas oceánicas, son los únicos mamíferos indígenas. Junto con los roedores, son el único taxón de euterios que colonizó el continente australiano sin contribución de los humanos, donde están representados por seis familias. Llegaron probablemente de Asia, y solo están presentes en el registro fósil desde hace quince millones de años. Aunque el 7 % de las especies de murciélagos del mundo viven en Australia, en este continente solo hay dos géneros endémicos.
Algunas especies son migratorias y aunque generalmente no suelen migrar grandes distancias, pueden llegar a recorrer trayectos tan largos como el que separa el norte de Canadá de México.
Han colonizado una gran variedad de hábitats. Viven en medios subterráneos, en grietas y fisuras de las paredes rocosas, entre la hojarasca, tras la corteza de los árboles o en sus cavidades. En cuanto a las construcciones humanas, los murciélagos también viven en sótanos, bodegas, puentes y construcciones militares.

### Alimentación
Los hábitos alimenticios de los quirópteros son casi tan variados como los de todos los mamíferos en conjunto, y esta diversidad dietética es responsable en gran medida de la diversidad morfológica, fisiológica y ecológica que se aprecia en estos animales. Se alimentan de insectos y otros artrópodos, fruta, polen, néctar, flores, hojas, carroña, sangre, mamíferos, peces, reptiles, anfibios y aves.
Sus preferencias alimentarias varían mucho entre los dos subórdenes de quirópteros existentes y entre las distintas familias. Los megaquirópteros solo comen fruta, polen y néctar aunque en ocasiones complementan su dieta con carroña y pequeñas aves o peces, pero entre los microquirópteros existe una gran variedad de dietas. El peculiar murciélago neozelandés Mystacina tuberculata es una especie omnívora, como Phyllostomus o algunas especies neotropicales. La familia Phyllostomidae tiene una extensa variedad en hábitos de alimentación y ecología y cuenta por sí sola prácticamente con todas las dietas explotadas por los demás quirópteros, e incluye también a las únicas tres especies hematófagas (que se alimentan de sangre).
Insectívoros
Aproximadamente dos tercios de las especies actuales, incluidas todas las de las latitudes templadas y frías, son únicamente insectívoras. La existencia de una gran cantidad de insectos los convierten en un alimento abundante y variado. Dados sus hábitos mayoritariamente nocturnos, cuando los pájaros insectívoros están inactivos los murciélagos no tienen competencia para cazar la gran cantidad de insectos que salen tras el ocaso. Casi todas las familias de insectos pueden ser sus presas y, aunque en mucha menor medida, también se alimentan otros tipos de artrópodos, como arañas, opiliones, crustáceos, escorpiones o ciempiés.
La gran mayoría de quirópteros insectívoros son de pequeño tamaño y capturan sus presas en vuelo; algunos utilizan las alas o las patas y muchos tienen una membrana entre sus extremidades inferiores (uropatagio) que utilizan para capturar los insectos y que a veces tiene forma de bolsa. Para capturar a sus presas durante el vuelo se valen principalmente de la ecolocalización, y para contrarrestar esta habilidad algunos grupos de polillas como los árctidos producen señales ultrasónicas que les advierten que están protegidas químicamente, o los noctúidos tienen un órgano en el oído que responde a la señal emitida por los murciélagos y que hace que los músculos de vuelo de la polilla se contraigan de forma errática, lo que hace que ejecute maniobras de evasión al azar, como dejarse caer o ejecutar una pirueta que despista a los murciélagos y dificulta su captura.
Los murciélagos no cazan sus presas únicamente en el aire, sino que a veces también lo hacen en tierra. Algunos insectívoros, como el murciélago grande de herradura (Rhinolophus ferrumequinum), preparan emboscadas a sus presas, esperándolos en un lugar fijo para lanzarse a su persecución. El falso vampiro australiano (Macroderma gigas) captura grandes insectos y pequeños vertebrados atacándolos desde arriba y capturándolos con los pies para llevarlos después a lo alto de la rama de un árbol para comérselos, de manera similar a como lo hacen las aves de presa.

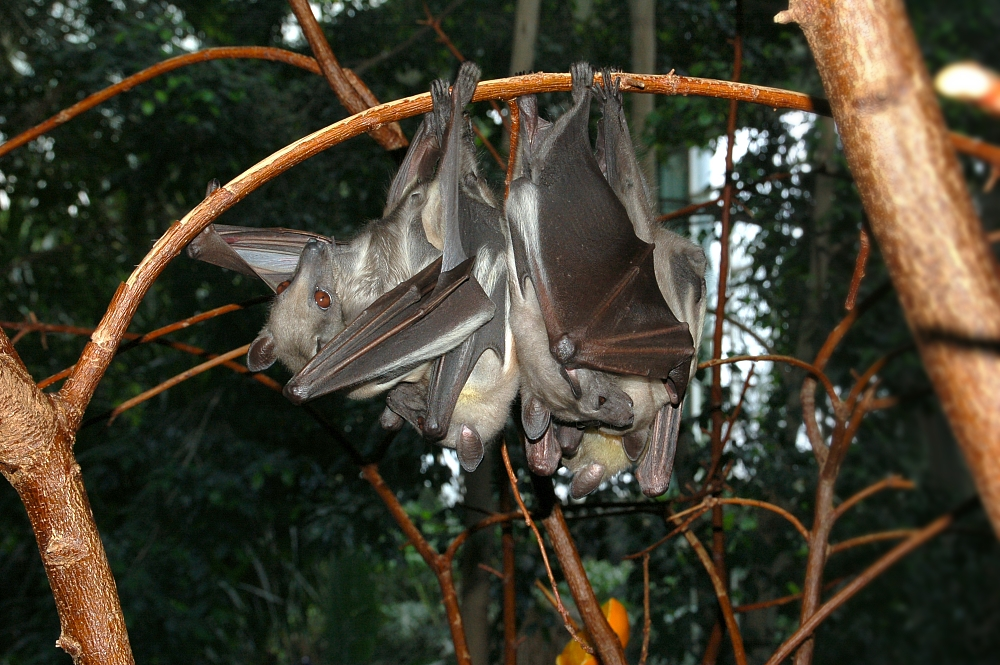
El murciélago frugívoro Eidolon helvum se alimenta de treinta y cuatro géneros de frutos, diez géneros de flores y cuatro especies de hojas.

Frugívoros y polinívoros
Aproximadamente el 25 % de las especies de quirópteros son herbívoras, y se reparten por las zonas tropicales y ecuatoriales del planeta. Su dieta se puede componer de frutos, de néctar o, en mucha menor medida, de hojas. El murciélago frugívoro Eidolon helvum se alimenta de treinta y cuatro géneros de frutos, diez géneros de flores y cuatro especies de hojas. Hypsignathus monstrosus se alimenta principalmente de jugos de frutas, aunque complementa su dieta con carroña y aves.
Sus preferencias se inclinan generalmente hacia frutas carnosas y dulces, pero no particularmente olorosas o de colores llamativos, como las frutas de varias especies de Ficus. Arrancan la fruta de los árboles con sus dientes y vuelan hacia una rama o saliente con la fruta en la boca y allí la consumen de un modo específico; comen hasta satisfacer su hambre y el resto de la fruta, las semillas y la pulpa caen a tierra y estas semillas echan raíces y se convierten en nuevos árboles frutales. Más de ciento cincuenta tipos de plantas dependen de los murciélagos para reproducirse. Varias especies frugívoras esporádicamente consumen barro (geofagia) para adquirir sodio y otros minerales que están en baja proporciones en las frutas que consumen.
En torno al 5 % son polinívoras (se alimentan de polen); estas especies tienen una musculatura masticatoria y una mandíbula atrofiadas en comparación con el resto de murciélagos, una nariz larga y puntiaguda (que les permite introducirla dentro de las flores con forma de cáliz) y una lengua larga y rasposa con la que lamen rápidamente el néctar. El olfato y el gusto están bien desarrollados en estos murciélagos. Como en el caso de los insectos, las plantas que son polinizadas por murciélagos han coevolucionado con ellos; algunas plantas tienen tallos resistentes para no romperse cuando se apoyan los murciélagos, mientras que otros quirópteros son más delicados y toman el néctar en pleno vuelo, como los colibrís.
Carnívoros y piscívoros

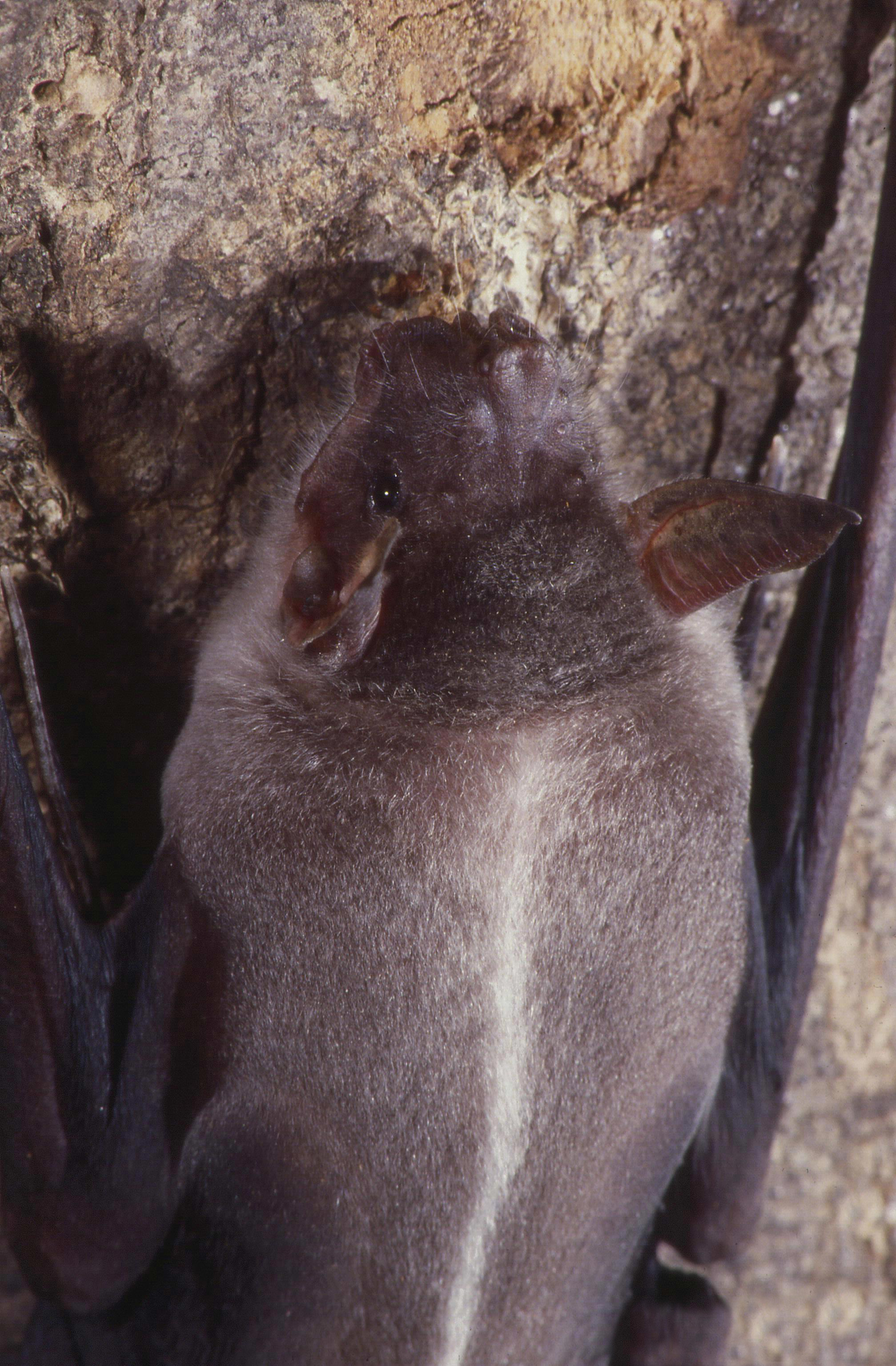
El murciélago pescador (Noctilio leporinus) aunque también se alimenta de insectos y crustáceos, es uno de los murciélagos mejor adaptados para una alimentación a base de peces.

Pocas especies han sido confirmadas como carnívoras estrictas. El término carnívoro se aplica a los murciélagos en los que los pequeños vertebrados (excluidos los peces) forman una parte significativa de su dieta, aunque parece haber especies que son carnívoras exclusivas, oportunistas u ocasionales. Así, Vampyrum spectrum, Trachops cirrhosus o los megadermátidos se alimentan de artrópodos, otros murciélagos, pequeños roedores, aves, lagartos y ranas.
Algunos murciélagos son predominantemente piscívoros, aunque, como en el caso de los carnívoros, no suele ser su alimento exclusivo. Entre las pocas especies piscívoras existentes, como Myotis vivesi o Myotis capaccinii, el murciélago pescador (Noctilio leporinus) aunque también se alimenta de insectos y crustáceos, es uno de los murciélagos mejor adaptados para una alimentación a base de peces. Esta especie, la mayor de la familia Noctilionidae, cuenta con adaptaciones anatómicas como unas patas enormemente alargadas, garras y el espolón de sus miembros traseros, que le dotan de una gran eficacia en la captura de los peces que se encuentran cerca de la superficie del agua; con un sistema de ecolocalización extremadamente sensible, estos murciélagos detectan a sus presas por medio de las turbulencias producidas por los cardúmenes de peces en la superficie del agua. Aunque la mayoría captura peces de agua dulce, algunas especies, como Pizonyx vivesi, se alimentan de crustáceos y peces marinos, llegando a experimentar adaptaciones que les permiten beber agua salada, algo muy poco común entre los mamíferos.
Hematófagos
A pesar de la extensa visión popular de los murciélagos como animales que se alimentan de sangre, en realidad solo existen tres especies hematófagas, todas originarias de América e incluidas en la subfamilia Desmodontinae. Los murciélagos hematófagos se conocen con el nombre de vampiros.

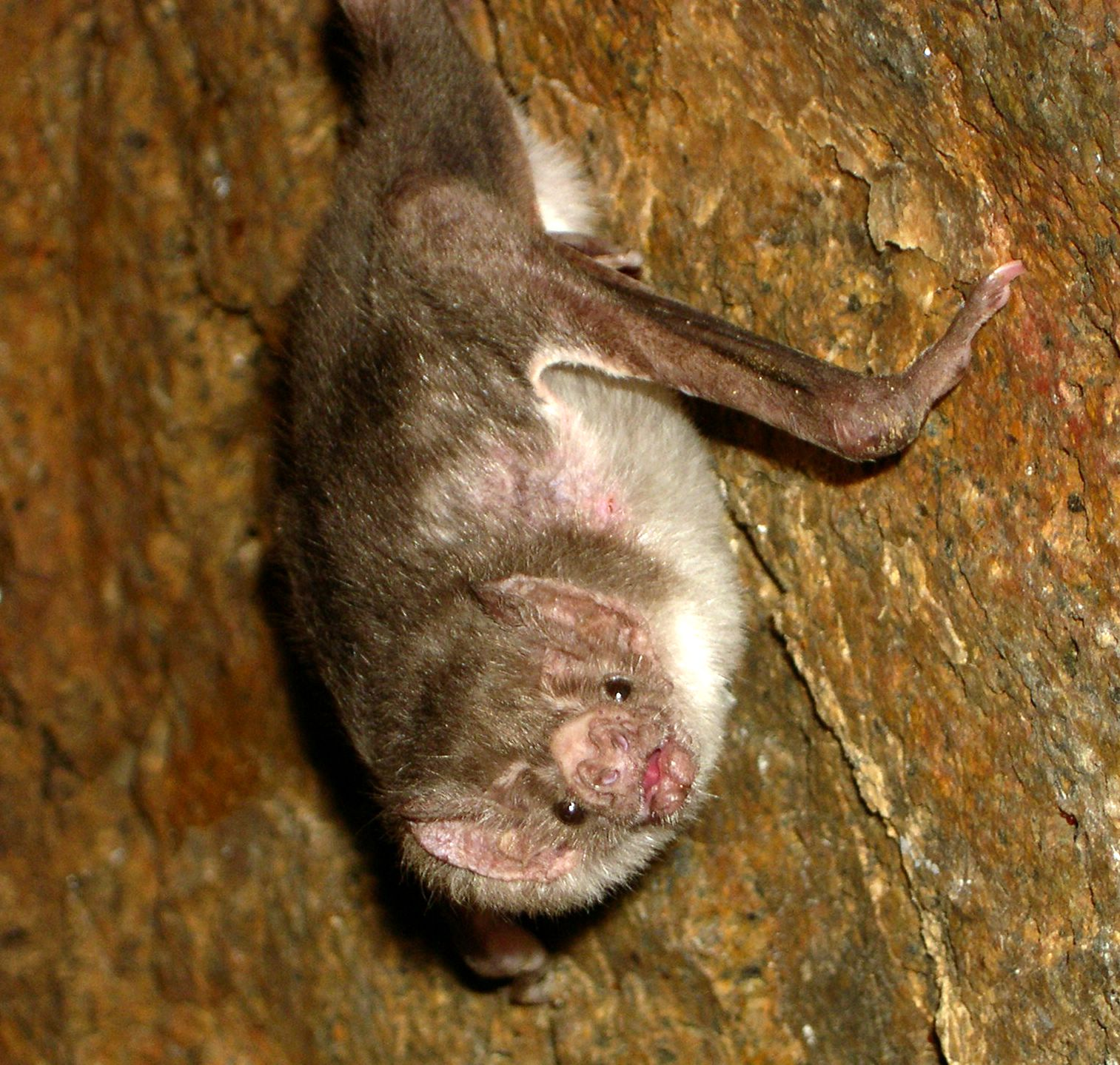
El vampiro común (Desmodus rotundus) se alimenta de la sangre de ganado, perros, sapos, tapires, guanacos e incluso focas.

El vampiro común (Desmodus rotundus) es el más extendido; se alimenta de la sangre de ganado, perros, sapos, tapires, guanacos e incluso focas, mientras que el vampiro de patas peludas (Diphylla ecaudata) se alimenta de la sangre de aves. El vampiro de alas blancas (Diaemus youngi), la más rara de estas especies, también se alimenta de la sangre de aves y la mayoría de la información que se tiene de ella ha sido obtenida a partir de ejemplares encontrados en gallineros.
Cuando se pone el sol, los vampiros salen en grupos de entre dos y seis animales. Una vez localizada su presa, como un mamífero dormido, aterriza sobre una zona desprovista de pelo, o bien cerca de su presa y se dirige a ella por tierra; elige un lugar conveniente para morder utilizando un sensor de calor situado en su nariz con el que localiza un área donde la sangre fluye cerca de la piel. No chupan o absorben la sangre, sino que la beben a lengüetadas, y su saliva tiene una función clave en el proceso de alimentarse de la herida pues contiene varios compuestos que prolongan el desangrado, como anticoagulantes que inhiben la coagulación de la sangre y compuestos que previenen el estrangulamiento de los vasos sanguíneos próximos a la herida.
La pérdida de sangre provocada por sus mordeduras es relativamente pequeña (unos 15-20 ml), por lo que el daño producido a las presas es también pequeño. El mayor riesgo en sus presas a causa de estas mordeduras está asociado a su exposición a infecciones secundarias, parásitos y el contagio de enfermedades transmitidas por virus como la rabia. La rabia se produce de forma natural en muchos animales salvajes, pero es mucho más frecuente en mofetas o zorros que en murciélagos, y dado que las mordeduras de vampiros a humanos son muy poco frecuentes, el contagio de esta enfermedad a los humanos es muy rara; aun así, teniendo en cuenta que los vampiros pueden ser portadores de este virus, deben ser manejados con precaución.

### Hibernación

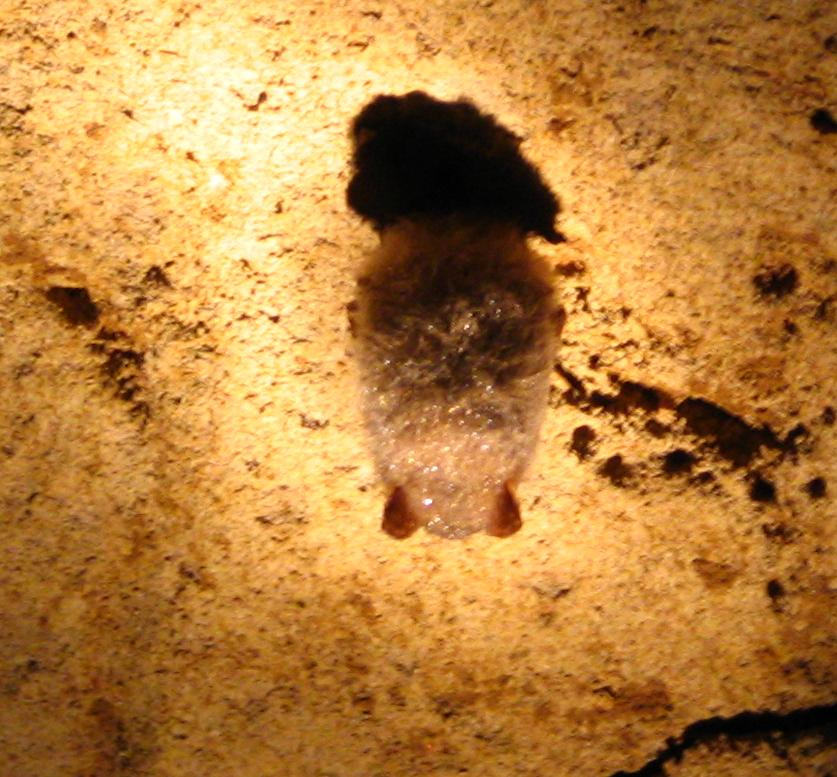
Un pequeño murciélago hibernando en la pared de una cueva

Los murciélagos que viven en las zonas templadas sufren en invierno, no solo por las bajas temperaturas, sino también por la escasez de sus presas (principalmente insectos). La mayoría no migran, sino que duermen hasta la primavera en un estado denominado hibernación. En este estado se producen una serie de cambios fisiológicos que permiten un descenso de la temperatura corporal y una disminución general de las funciones metabólicas para prolongar la duración de las reservas de energía; su duración es más larga cuanto más cerca estén de los polos (las más extremas duran hasta seis meses, mientras que las más suaves son cortas e intermitentes). Muchos otros mamíferos hibernan, como los osos (carnívoros), las ardillas y lirones (roedores) o los erizos (erinaceomorfos), pero ninguno en el grado de muchas especies de murciélagos, pues la mayoría de los mamíferos hibernadores disminuyen menos de 10 °C su temperatura corporal normal en activo, mientras que la de algunos murciélagos baja de los 0 °C (hasta -5 °C en el caso del murciélago boreal rojizo).
Durante el otoño o a finales del verano ingieren grandes cantidades de alimento para acumular reservas y aumentan rápidamente de peso, sobre todo en forma de grasa subcutánea que queda almacenada en los hombros, el cuello y los flancos, donde forma unos bultos visibles, y que puede representar hasta un tercio de su masa corporal; si no acumulan bastantes reservas, dado que no pueden volver a alimentarse hasta la primavera, podrían morir de hambre. El cambio de costumbres de verano a inverno es súbito, y está provocado por un factor o una combinación de factores como la disponibilidad de comida, la temperatura externa o la duración del día. Las funciones vitales van disminuyendo y baja el metabolismo; el corazón late tan solo diez veces por minuto, en contraste con las 600 pulsaciones durante la caza estival; la respiración es tan tenue que resulta casi imperceptible y tan solo supone el 1 % de la respiración en fase de actividad, llegando a permanecer varios minutos sin respirar; la temperatura corporal cae y se iguala con la temperatura ambiental (0-10 °C). Cada especie tiene una temperatura preferida, y cuanto más baja sea la temperatura corporal, más durarán sus reservas de energía; sin embargo deben evitar quedar congelados, y las bajas temperaturas pueden ser peligrosas y tienen efectos negativos como una menor resistencia a las enfermedades.
Los murciélagos en este estado despiertan periódicamente, para orinar y defecar a fin de eliminar el exceso de agua y productos de desecho, tóxicos para los tejidos, y restablecer el equilibrio fisiológico (homeostasis), o para trasladarse a otro lugar. Algunos murciélagos despiertan cada diez días, mientras que otros pueden tardar noventa; los períodos de adormecimiento suelen ser más largos al principio de la hibernación. Escogen lugares como cuevas, minas, oquedades de árboles, grietas o incluso en lugares expuestos; es importante que escojan lugares con humedad alta (en general por encima del 90 %), a fin de evitar el exceso de pérdidas por evaporación, que les obligaría a despertarse con más frecuencia para beber y para evitar que se le sequen las alas (es particularmente importante para los murciélagos de herradura, que cuelgan en lugares expuestos envueltos en sus alas). Algunas especies que duermen en cuevas lo hacen solos o en pequeños grupos, pero otras forman grupos de decenas y centenares de miles, o incluso de millones de individuos, con concentraciones de más de tres mil ejemplares por metro cuadrado. En algunos casos es posible encontrar numerosas especies compartiendo la misma cueva de manera permanente o temporal.
Los murciélagos que hibernan pueden aletargarse también en cualquier momento del verano, especialmente en climas fríos, cuando el alimento escasea. Este letargo estival no es tan extremo como la hibernación; también acumulan reservas alimentarias cuando la comida es abundante y entran en cierto letargo cuando escasea. Su temperatura corporal ronda los 30 °C, mucho mayor que durante la hibernación.

### Depredadores

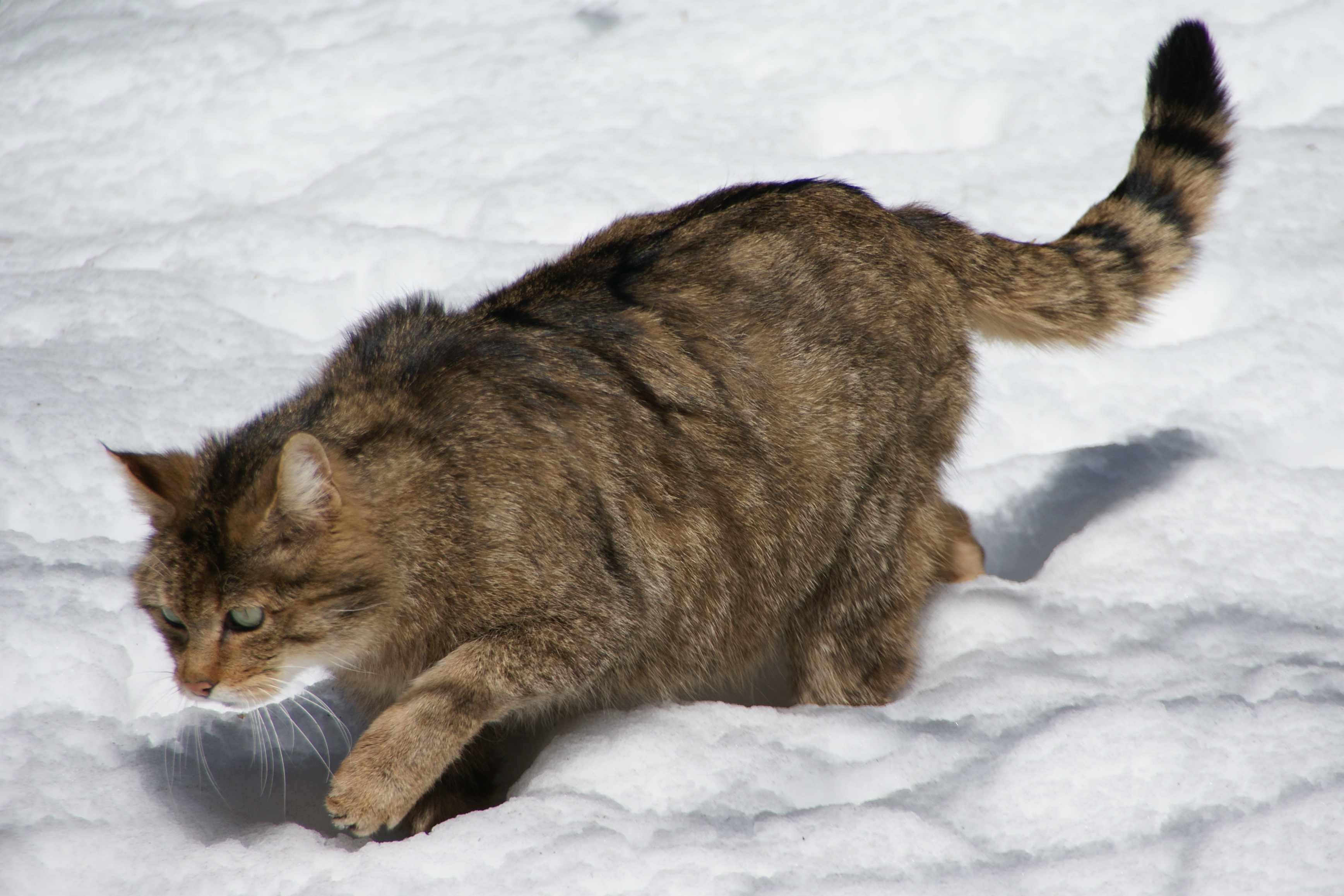
Algunas especies introducidas, como el gato, se vuelven salvajes y se especializan en la caza de murciélagos.

En general los murciélagos tienen pocos depredadores naturales, que se limitan a algunas aves rapaces, mamíferos carnívoros, serpientes y lagartos de gran tamaño.
Sobre todo en los trópicos, las boas y las culebras atacan a los zorros voladores que cuelgan de las ramas; estas serpientes suben a los árboles y los capturan por sorpresa mientras descansan, sobre todo a las crías. Cuando los ataques de estos reptiles son reiterados, pueden causar un gran impacto en algunas poblaciones al dejarlas sin jóvenes. En cambio las serpientes que cazan en las cuevas no parecen tener a los murciélagos entre sus presas habituales, y solo las atacan esporádicamente. Algunos lagartos tropicales de gran tamaño también comen murciélagos.
El milano murcielaguero es un ave de presa que caza murciélagos, atacándolos cuando salen durante el crepúsculo. El cernícalo común, el alcotán europeo y el halcón peregrino también los cazan, pero el mayor peligro aviar para los quirópteros son las rapaces nocturnas, como las lechuzas y los búhos, que esperan en el exterior de las cuevas a que llegue el anochecer para atrapar a los murciélagos que salen. Los búhos les cortan las alas antes de comérselos. Algunas aves han aprendido a adaptarse a las costumbres de los murciélagos, atacándolos cuando están buscando insectos. Sin embargo, en la gran mayoría de casos solo representan el 0,1-0,2 % de las presas de las aves rapaces.
Algunos carnívoros oportunistas, como el mapache boreal, las mofetas, el gato montés y los mustélidos cazan murciélagos activamente, mientras que el tejón europeo y el zorro solo se comen crías que se caen del techo de una caverna o que han optado por perchas a una altura demasiado baja; sin embargo, los quirópteros son presas poco habituales para estos animales. También algunos roedores, como el ratón de campo, se alimentan ocasionalmente de murciélagos, así como otros animales como las arañas migalomorfas, algunos peces carnívoros y algunos grandes anfibios como la rana toro.
Sin embargo las especies introducidas por los humanos sí que pueden diezmar sus poblaciones. Así, a causa de la introducción de la serpiente arborícola parda (Boiga irregularis) en Guam, entre 1984 y 1988, todas las crías de algunas especies de murciélago fueron devoradas antes de llegar a adultos; una situación similar se produjo con la introducción de la serpiente lobo de la India (Lycodon aulicus capucinus) en la Isla de Navidad. El gato, otra especie introducida, es uno de los predadores más peligrosos para los murciélagos; algunos gatos se vuelven salvajes y se especializan en la caza de murciélagos, pudiendo exterminar una colonia fácilmente accesible y no muy grande en cuestión de días. Algunos murciélagos, para defenderse, luchan o se hacen los muertos.

## Amenazas y conservación
Las poblaciones de murciélagos están descendiendo con rapidez en todo el mundo, y varias especies se han extinguido recientemente. De las 1150 especies que se relacionan en la Lista Roja de la UICN algo más de la mitad figuran como especie bajo preocupación menor y de unas doscientas no se dispone de datos para su clasificación, pero setenta y siete figuran como especie casi amenazada, noventa y nueve como vulnerables, cincuenta y tres se encuentran en peligro de extinción, veinticinco en peligro crítico y cinco figuran como ya extintas (Desmodus draculae y cuatro miembros del género Pteropus: P. brunneus, P. pilosus, P. subniger y P. tokudae).

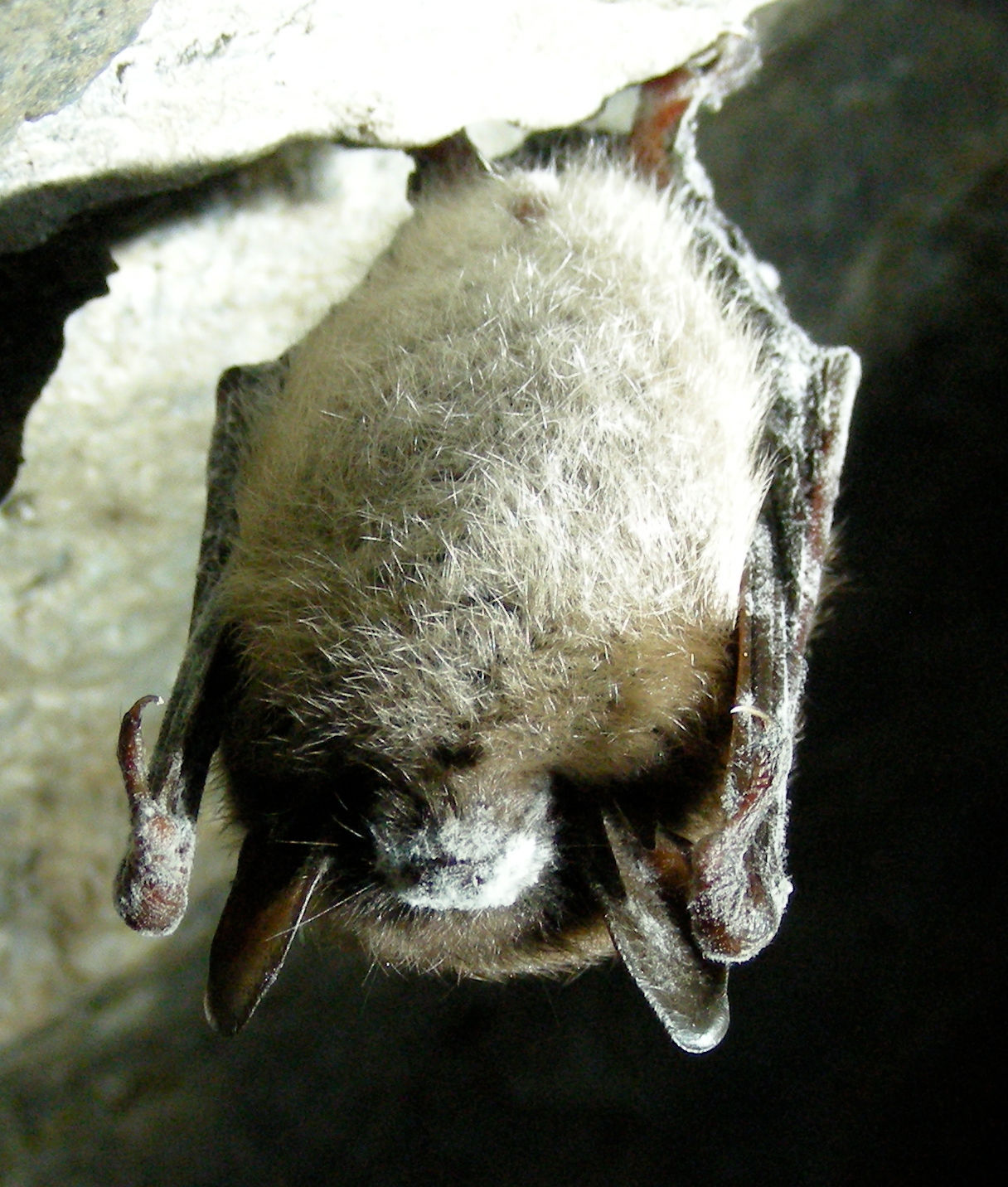
Myotis lucifugus con el síndrome de la nariz blanca

El síndrome de la nariz blanca ha provocado la muerte de más de un millón de murciélagos en el noreste de Estados Unidos en menos de cuatro años. La enfermedad recibe ese nombre a causa de un hongo blanco que se encontró desarrollándose en el hocico, oído y alas de algunos murciélagos, pero no se sabe si el hongo es la causa primaria de la enfermedad o es simplemente una infección oportunista. Se ha observado una tasa de mortalidad del 90-100 % en algunas cuevas. Al menos seis especies hibernantes se han visto afectadas, incluida Myotis sodalis, que se encuentra en peligro de extinción. Debido a que las especies afectadas tienen una esperanza de vida larga y un índice de natalidad bajo (aproximadamente un descendiente por año), se cree que las poblaciones tardarán en recuperarse.
Entre las amenazas de origen antropogénico se encuentra el envenenamiento por mercurio y los aerogeneradores, un medio de producción de energía limpia y renovable, pero que causan un elevado índice de mortalidad entre los murciélagos; teniendo en cuenta que a menudo no se aprecian señales de traumas externos, se supone que su alta mortalidad en las cercanías de estos dispositivos se debe a una mayor sensibilidad de sus pulmones frente a las repentinas fluctuaciones de presión del aire y que, a diferencia de los de las aves, los hace más propensos a romperse. Por otra parte, en la oscuridad confunden los aerogeneradores con árboles y son heridos o muertos por sus aspas, o quedan atrapados en los vórtices de aire generados por la rotación de las mismas. Aunque diversos estudios indican que algunas especies se han adaptado a una alimentación en espacios abiertos de insectos atraídos por las lámparas de vapor de mercurio, trabajos recientes muestran que la contaminación lumínica tiene un fuerte impacto negativo en especies como el murciélago pequeño de herradura (Rhinolophus hipposideros) y otros murciélagos nocturnos de vuelo lento, pues les impide una selección de rutas adecuadas de vuelo hacia sus zonas alimenticias y que afectan de forma drástica al crecimiento de los jóvenes, y el volar en zonas iluminadas les hace más vulnerables ante sus depredadores. A todo lo anterior hay que añadir las muertes por atropellos de coches, camiones o trenes, una mortalidad todavía no cuantificada pero que probablemente es elevada.
Durante siglos, en África, sudeste de Asia e islas de los océanos Índico y Pacífico, se han cazado en pequeñas cantidades los grandes zorros voladores frugívoros por su carne; sin embargo con el incremento de las armas de fuego y las facilidades para acceder a sus hábitats se ha sobreexplotado este recurso y muchas especies están en peligro de extinción, lo que, debido a su importancia en la polinización y dispersión de semillas, tiene una importante repercusión en las cosechas y un gran impacto en el desarrollo del bosque tropical y la sabana. Los murciélagos cavernícolas son particularmente vulnerables, pues a menudo las cuevas solo disponen de una reducida entrada a través de la cual deben pasar todos los animales y si los cazadores se apostan a su entrada pueden matar fácilmente gran cantidad de ejemplares; a ello se une el problema de las capturas accesorias (captura de especies distintas a la que se pretende cazar), como en el caso del pequeño murciélago insectívoro Tadarida plicata de Tailandia, que forma colonias de más de un millón de individuos en algunas cuevas y donde los habitantes locales han recolectado su guano durante doscientos años, pero que convive con murciélagos frugívoros a los que ahora los cazadores capturan para comercializar su carne montando redes en las entradas de las cuevas, y que al mismo tiempo capturan a T. plicata, a los que matan en grandes cantidades y que después desechan, con lo que, además de disminuir la población de ambas especies, se ha visto afectada la producción de guano que aprovechaban los campesinos locales.
En las regiones templadas, las causas principales del descenso en las poblaciones de murciélagos son la pérdida de hábitat y las matanzas, deliberadas o accidentales. La recolección del guano de los murciélagos es un problema para estos animales, pues perturba sus lugares de reposo, y cuando son molestados regularmente durante su hibernación mueren de hambre y muchos lugares de descanso, como cuevas y árboles huecos, han sido obstruidos o derribados. La proliferación y el uso intensivo de insecticidas representan una amenaza para los murciélagos insectívoros. Además de una gran reducción en el tamaño de las poblaciones de insectos, que son su alimento, los plaguicidas pueden causar el envenenamiento indirecto de los murciélagos cuando comen presas intoxicadas. En el mundo desarrollado ya no se utilizan tanto los insecticidas, pero en los países en desarrollo todavía tienen un uso muy extendido, y la falta de regulación implica que a menudo se utilizan insecticidas muy tóxicos.
Algunas especies son perseguidas porque se alimentan de los cultivos agrícolas, o bien porque son vectores de enfermedades, y los Ministerios de Agricultura de algunos países consideran a algunos murciélagos como plagas y recomiendan su exterminio o la reducción de su número. Sin embargo, organizaciones como Bat Conservation International, un organismo que se dedica a reunir datos sobre la situación, la distribución y las amenazas que les acechan, organiza programas educativos y fomenta las investigaciones y la conservación. También los mitos, las supersticiones y los recelos hacia estos animales a menudo han impedido el desarrollo de programas de protección. Sin embargo actualmente se han firmado acuerdos internacionales para su conservación y los murciélagos se hallan protegidos por las leyes de la mayoría de los países europeos y de muchos otros, y se están designando lugares de descanso y hábitats alimentarios para potenciar su conservación.

## Sistemática y filogenia

### Sistemática
Los murciélagos fueron agrupados con anterioridad en el superorden Archonta junto con los escandentios (Scandentia), los dermópteros (Dermoptera) y los primates (Primates), debido a las semejanzas aparentes entre los megaquirópteros y estos mamíferos. Actualmente los estudios genéticos han situado a los quirópteros en el superorden Laurasiatheria, junto a los carnívoros (Carnivora), los pangolines (Pholidota), los insectívoros eurasiáticos y americanos (Eulipotyphla), los perisodáctilos (Perissodactyla) y los cetartiodáctilos (Cetartiodactyla, orden de mamíferos placentarios que reúne a los antiguos órdenes de los cetáceos y de los artiodáctilos).
La clasificación de los quirópteros actuales según Simmons y Geisler (1998), con las modificaciones sugeridas por Kirsch et al. (1998), los reparte en dos subórdenes con dieciocho familias:
Orden de los quirópteros (Chiroptera) Blumenbach, 1779

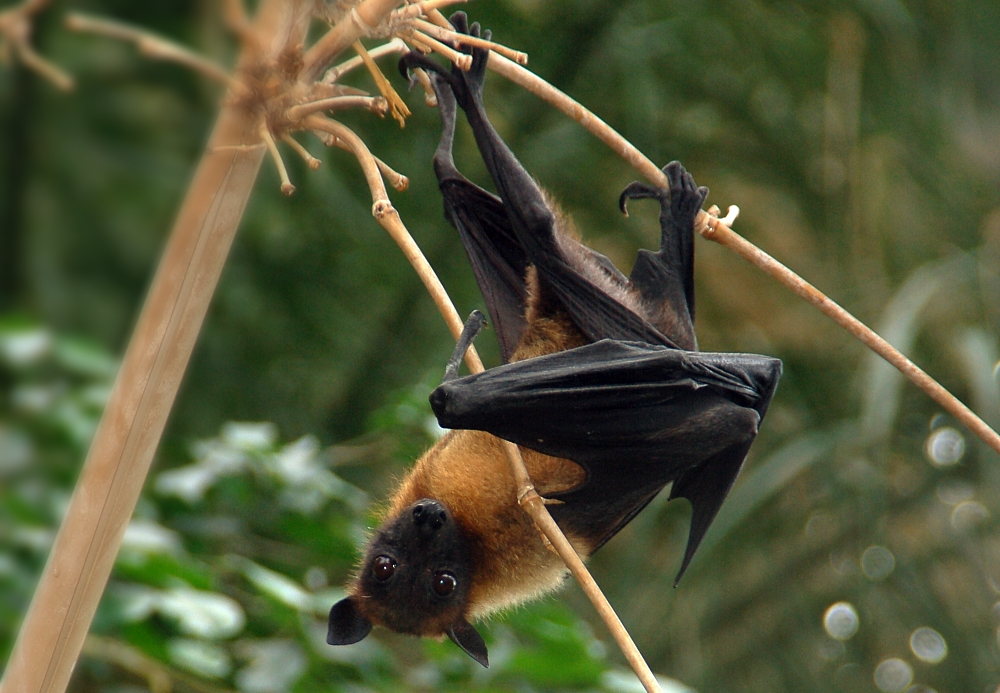
Pteropus giganteus, un representante de los megaquirópteros.

- Suborden de los megaquirópteros (Megachiroptera) Dobson, 1875
  - Los megaquirópteros, conocidos como «zorros voladores», contienen una sola familia, Pteropodidae Gray, 1821. Los pteropódidos incluyen a los murciélagos de mayor tamaño, su dieta es exclusivamente vegetariana (frugívoros o nectarívoros) y viven en las regiones tropicales y subtropicales de África, Asia y Oceanía. Un ejemplo de este suborden son el zorro volador de la India (Pteropus giganteus) o el zorro volador filipino (Acerodon jubatus), el mayor murciélago del mundo. Desde un punto de vista evolutivo, los megaquirópteros son los murciélagos más próximos a los primates, y, por lo tanto, a los humanos.[107] Se caracterizan por sus grandes ojos, su hocico vulpino, reducido uropatagio y por la presencia de una garra situada en el segundo dedo de la extremidad anterior. El gran zorro volador (Pteropus vampyrus) tiene una envergadura de 170 cm, la mayor entre los quirópteros. Las especies de este suborden carecen de ecolocalización (a excepción de Rousettus aegyptiacus que cuenta con una forma rudimentaria de esta capacidad),[46] por lo que dependen de sus ojos y tienen una visión nocturna muy desarrollada y en color.[24][107][108]

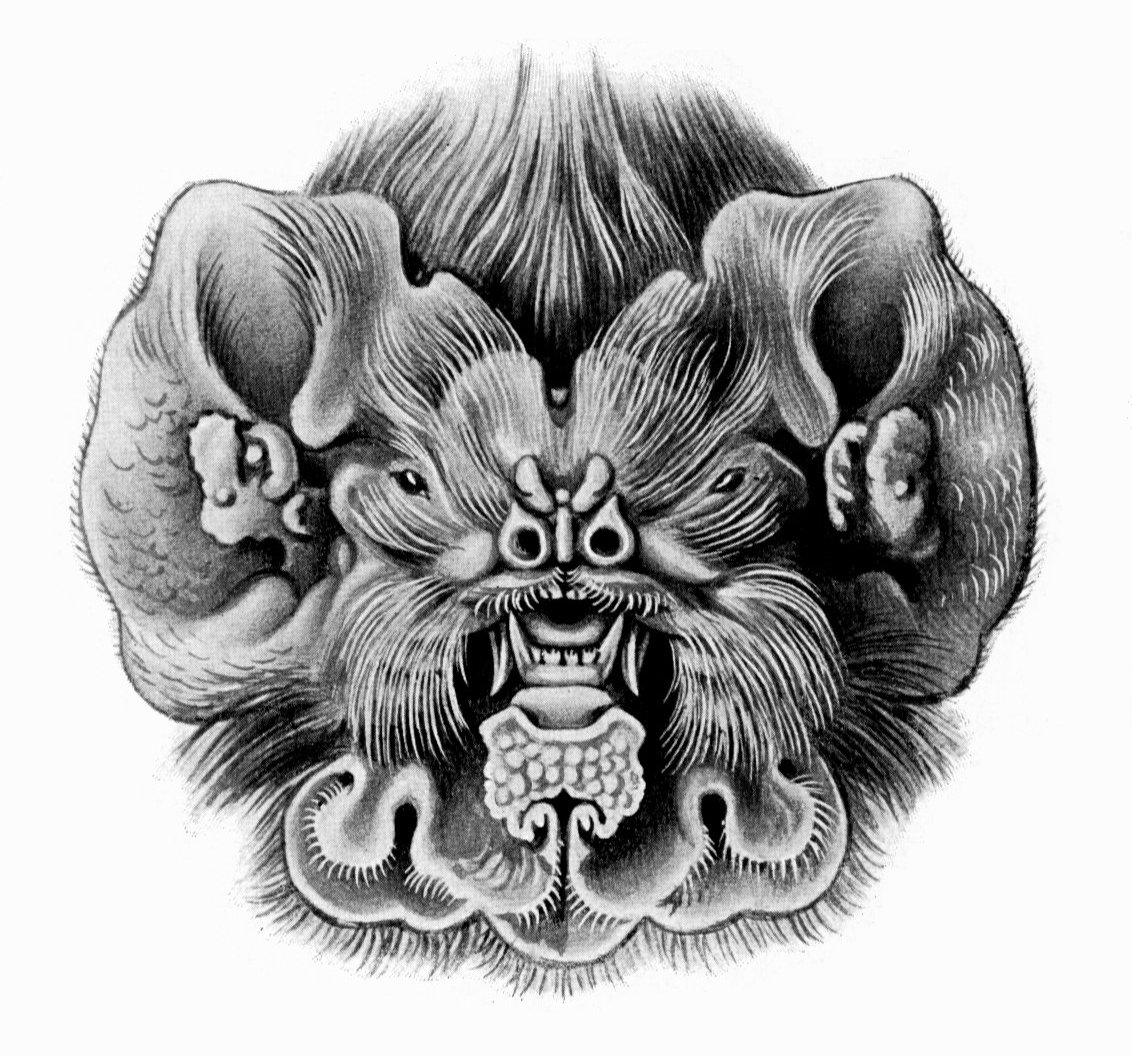
Ilustración de la cabeza de un mormoópido (Mormoops blainvillii) realizada por Ernst Haeckel.

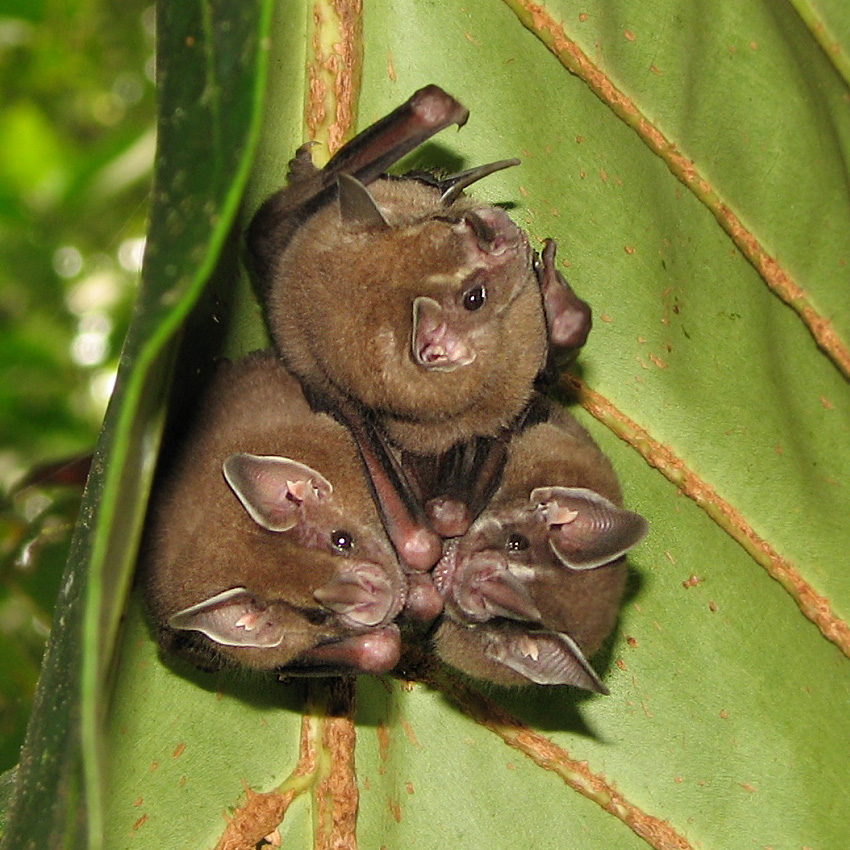
Un grupo de murciélagos frugívoros del género Artibeus reposa sobre una hoja en Costa Rica.

- Suborden de los microquirópteros (Microchiroptera) Dobson, 1875
  - Superfamilia Emballonuroidea
    - Familia Emballonuridae (Gervais, 1855). Los embalonúridos viven en regiones tropicales y subtropicales de todo el mundo. Esta familia cuenta con algunas de las especies más pequeñas del mundo, con un tamaño corporal que va de los 3,5 a los 10 centímetros de longitud. Suelen ser marrones o grises, aunque los del género Diclidurus son blancos. Tienen una cola corta que se proyecta por la membrana caudal formando una vaina. La mayoría de las especies tienen glándulas en forma de saco en las alas, que están abiertas y pueden servir para liberar feromonas para atraer una pareja. Otras especies tienen glándulas en la garganta que producen secreciones de un olor penetrante.[109][108]

  - Superfamilia Molossoidea
    - Familia Antrozoidae (LeConte, 1856). Solamente cuenta con una especie, Antrozous pallidus. Su ámbito de distribución va desde el oeste del Canadá hasta el centro de México. Tiene unos ojos más grandes que la mayoría de las especies de quirópteros de Norteamérica y sus orejas son pálidas, largas y anchas. Su pelaje suele tener una tonalidad clara. Mide entre nueve y trece centímetros de largo y se alimenta de artrópodos como grillos y escorpiones. Algunas autoridades incluyen Antrozous spp. dentro de la familia Vespertilionidae (subfamilia Antrozoinae).[110][111]
    - Familia Molossidae (Gervais, 1856). Los molósidos, o «murciélagos coludos», están muy extendidos y viven en todos los continentes excepto la Antártida. En general son bastante robustos, voladores muy aptos y tienen alas relativamente largas y estrechas. Controlado por la acción de los músculos, un anillo especial de cartílago desliza arriba y abajo las vértebras caudales para estirar o retraer la membrana de la cola, lo que da a estas especies una precisión en las maniobras de vuelo comparable a la de las golondrinas y los vencejos. Los molósidos son los murciélagos más veloces.[109][108]

  - Superfamilia Nataloidea
    - Familia Furipteridae (Gray, 1866). Los furiptéridos, conocidos como «furias aladas», viven en Centroamérica y Sudamérica. A esta familia solo pertenecen dos géneros y dos especies que se caracterizan por sus pulgares reducidos (casi ausentes) y faltos de función, rodeados por la membrana alar y por sus anchas orejas en forma de embudo. Son insectívoros y viven en diferentes tipos de medio. Tienen un pelaje gris y una pequeña lámina nasal.[109][108]
    - Familia Myzopodidae (Thomas, 1904). Los mizopódidos están formados por dos especies endémicas de Madagascar y de las que no se tiene mucha información. Ambas pertenecen al género Myzopoda, y su característica más destacada es la presencia de unas ventosas en las muñecas y los tobillos que les permiten sujetarse con facilidad a la lisa superficie lisa de las hojas.[112][108]
    - Familia Natalidae (Gray, 1866). Los natálidos viven en Centroamérica, Sudamérica y las islas del Caribe. Conocidos como «murciélagos patilargos» o de «orejas de embudo», son esbeltos, con una cola inusualmente larga, un trago corto y triangular y con orejas grandes en forma de embudo. Son pequeños, con un tamaño de solo 3,5-5,5 centímetros, y con un pelaje marrón, gris o rojizo.[113][108]
    - Familia Thyropteridae (Miller, 1907). Los tiroptéridos viven en Centroamérica y Sudamérica, de Honduras a Perú y Brasil, a menudo en junglas tropicales húmedas. Solo tienen un género, con tres especies. Conocidos como «murciélagos de ventosas» porque al igual que los mizopódidos, cuentan con unas ventosas en las muñecas, tobillos y pulgares funcionales que los ayudan a pegarse a superficies lisas como hojas de plátano o Heliconia, bajo las que se protegen de la lluvia y se esconden de sus predadores. Se alimentan exclusivamente de insectos.[114][108]

  - Superfamilia Noctilionoidea
    - Familia Mormoopidae (Saussure, 1860). Los mormoópidos son propios de Centroamérica y Sudamérica y se distribuyen desde el sur de México al sudeste de Brasil. Se caracterizan por la presencia de un desarrollo foliforme en los labios, en lugar de la lámina nasal típica de la mayoría de especies de murciélago y tienen una franja de pelos tiesos en sus hocicos, de ahí su nombre común de «murciélagos bigotudos». En algunas especies la membrana alar se une sobre la espalda del animal, lo que les hace parecer calvos, pero debajo del ala tienen una capa de piel normal. La cola solo se proyecta una corta distancia más allá de la membrana que se extiende entre las patas posteriores. Viven en cuevas y túneles en enormes colonias que pueden incluir centenares de miles de individuos, y producen el suficiente guano como para permitir su explotación comercial. No hibernan.[108]
    - Familia Mystacinidae (Dobson, 1875). Los mistacínidos están formados por dos especies bastante atípicas endémicas de Nueva Zelanda e islas adyacentes. Conocidos como «murciélagos colicortos», pasan gran parte del tiempo en tierra, en lugar de volar, y tienen la capacidad única de plegar las alas cuando no las utilizan. Las uñas de los pulgares y de los dedos de los pies tienen una proyección, única entre los murciélagos, que los ayuda a correr, excavar y escalar. Orejas separadas y sencillas con un trago largo, y lengua parcialmente extensible, con papilas en su punta. Son omnívoros que se alimentan de fruta y carroña, así como de artrópodos que cazan en tierra; también comen polen y néctar, que pueden recoger con su lengua extensible. A veces construyen su madriguera en troncos en proceso de putrefacción, pero también anidan en grietas en las rocas o los nidos de aves marinas.[108]
    - Familia Noctilonidae (Gray, 1821). Los noctiliónidos solo incluyen un género y dos especies, que se distribuyen desde México hasta Argentina. Viven cerca del agua y se les conoce como «murciélagos pescadores», aunque en realidad son principalmente insectívoros y solo Noctilio leporinus complementa habitualmente su dieta con pequeños peces, utilizando la ecolocalización para detectar sus movimientos en el agua; puede cazar entre veinte y treinta peces en una sola noche.[115][108]
    - Familia Phyllostomidae (Gray, 1825). Los filostómidos viven en América Central y del Sur y son la familia ecológicamente más variada y diversa de quirópteros. A menudo se les conoce como «vampiros de lanza» porque muchas de sus especies tienen un apéndice foliforme como una lanza; cuentan con una protuberancia carnosa en la nariz que tiene un tamaño que va desde ocupar casi la cabeza en unas especies, a la ausencia completa en otras, y muchas especies también tienen carnosidades, verrugas y otras protuberancias en la cabeza cerca de esta protuberancia o en la barbilla. Aunque principalmente insectívoros, los miembros de esta familia han evolucionado para servirse varios tipos de alimentos, como fruta, néctar, polen, insectos, ranas, otros murciélagos y pequeños vertebrados o, en el caso de los vampiros, de sangre. Los sonidos utilizados para la ecolocalización son emitidos por la nariz. No hibernan, pero algunas especies estivan (entran en un estado de sopor con temperaturas elevadas y sequía).[108][116]

  - Superfamilia Rhinolophoidea
    - Familia Megadermatidae (H. Allen, 1864). Los megadermátidos viven desde el centro de África, a través de la India y el sur de Asia hasta Filipinas y Australia. Se les conoce como «falsos vampiros». Son relativamente grandes, con una longitud de 6,5-14 cm. Tienen ojos y orejas muy grandes, una lámina nasal prominente y una ancha membrana entre las patas posteriores (uropatagio), pero carecen de cola. Muchas especies de esta familia son de un color marrón mate, pero algunas son blancas, de un gris azulado o incluso verde oliva, lo que les ayuda a camuflarse en su medio. Son principalmente insectívoros, pero complementan la dieta con una amplia variedad de pequeños vertebrados.[109][108]
    - Familia Nycteridae (Van de Hoeven, 1855). Los nictéridos poseen un solo género, Nycteris. Habitan en Malasia, Indonesia y algunas partes de África. Su longitud promedio oscila entre 4 y 8 cm, y su pelaje es grisáceo, marrón o rojizo. Se les conoce como «murciélagos de hoyuelo» o de «cara cortada», porque poseen un pliegue o fosa profunda en el centro de su rostro, entre los ojos, que podría estar relacionado con la ecolocalización, con las ventanas de la nariz hacia la punta del hocico. Tienen largas orejas y trago pequeño, y una cola en forma de T, característica única entre los mamíferos. Tienen varios períodos de estro y dan a luz dos veces al año.[109][108]
    - Familia Rhinolophidae (Gray, 1825). Se distribuyen por el Viejo Mundo, especialmente en los trópicos; algunas especies en la Europa templada, Asia y Japón. Conocidos como «murciélagos de herradura», todos los rinolófidos tienen la nariz rodeada de protuberancias carnosas, que pueden tener forma de herradura, de silla de montar o de lanceta. La mayoría son de pequeño tamaño. Las orejas son generalmente grandes, anchas en la base, acaban en punta y pueden moverse por separado; carecen de trago, pero el antitrago está bien desarrollado. Los ojos son pequeños y las alas anchas y redondeadas. La cola es corta y está completamente incluida en la membrana alar; se engancha al lomo cuando los animales están en reposo. Patas traseras poco desarrolladas, incapaces de andar a cuatro patas. Al igual que los zorros voladores, y a diferencia de la mayoría de los murciélagos, las cabezas de estos murciélagos apuntan abajo (ventralmente). Suelen emprender el vuelo dejándose caer en picado, pero también pueden inicial el vuelo desde el suelo. Al aterrizar hacen un giro de 180° sobre su eje.[117][108]

  - Superfamilia Rhinopomatoidea
    - Familia Craseonycteridae (Hill, 1974). Conocidos como «murciélagos de nariz porcina», los craseonictéridos solo cuentan con una especie, el murciélago moscardón (Craseonycteris thonglongyai). Con un tamaño de 30-40 mm, se trata del mamífero más pequeño del mundo en términos de longitud (en términos de peso, la musaraña etrusca (Suncus etruscus) es más liviana, aunque la diferencia es mínima). Es una especie muy rara y la UICN la lista como vulnerable, en parte por la repercusión del turismo y la recolección de guano en sus hábitats de bosques de bambú y plantaciones de teca de Tailandia occidental y Myanmar. Viven en cuevas formando grupos de menos de 20 individuos, se alimentan de insectos y arañas y apenas se sabe de su reproducción y ecología, y no se han descubierto fósiles de esta especie.[118][119][108]
    - Familia Rhinopomatidae (Bonaparte, 1838). Los rinopomátidos, conocidos como «murciélagos de cola de ratón», incluyen un único género con tres especies. Viven en el Viejo Mundo, desde el norte de África hasta Tailandia y Sumatra, en regiones áridas y semiáridas. Anidan en cuevas, casas e incluso en las pirámides de Egipto. Son relativamente pequeños, con una longitud de solo 5-6 cm. Su nombre común se debe a su larga cola, que sobresale casi totalmente de la membrana alar, y casi tan larga como el cuerpo, caso único entre los murciélagos insectívoros actuales.[108][109]

  - Superfamilia Vespertilionoidea
    - Familia Vespertilionidae (Gray, 1821). Los vespertiliónidos contienen casi un tercio de las especies de murciélago vivientes, con cinco subfamilias y más de 300 especies reconocidas actualmente.[120] A excepción de las regiones polares y algunas islas remotas, se pueden encontrar por todo el mundo y viven en bosques tropicales, desiertos y zonas templadas. Tienen el hocico chato, sin lóbulos nasales. La oreja tiene trago y los ojos son pequeños. La cola está incluida total o casi totalmente en el uropatagio y en reposo queda doblada en el abdomen. El color del pelaje es oscuro (negro, marrón o gris) pero el abdomen es más claro. Dada su amplitud, esta familia cuenta con una gran variedad de tamaños; algunos pesan solo 4 gramos, mientras que los otros pesan hasta 50 gramos.[121]

En la obra Mammal Species of the World se citan también dieciocho familias, pero no incluyen Antrozoidae y en cambio citan Hipposideridae, considerada anteriormente subfamilia de Rhinolophidae, pero retornada como familia por Corbet y Hill (1992), Bates y Harrison (1997), Bogdanowicz y Owen (1998), Hand y Kirsch (1998) y otros muchos autores. En el Sistema Integrado de Información Taxonómica (ITIS) se reconocen diecisiete familias, las citadas anteriormente pero sin incluir ni Antrozoidae ni Hipposideridae.
Además, Simmons y Geisler describen en 1998 varias familias extintas de quirópteros, que corregidas y aumentadas por Smith et al. en 2007 y Simmons et al. en 2008 son:
- Familia Onychonycteridae †
- Clado Microchiropteramorpha † (inc. sed.)
  - Género Jaegeria †
  - Familia Icaronycteridae †
  - Familia Archaeonycteridae †
  - Familia Palaeochiropterygidae †
  - Familia Hassianycterididae †

### Filogenia y evolución

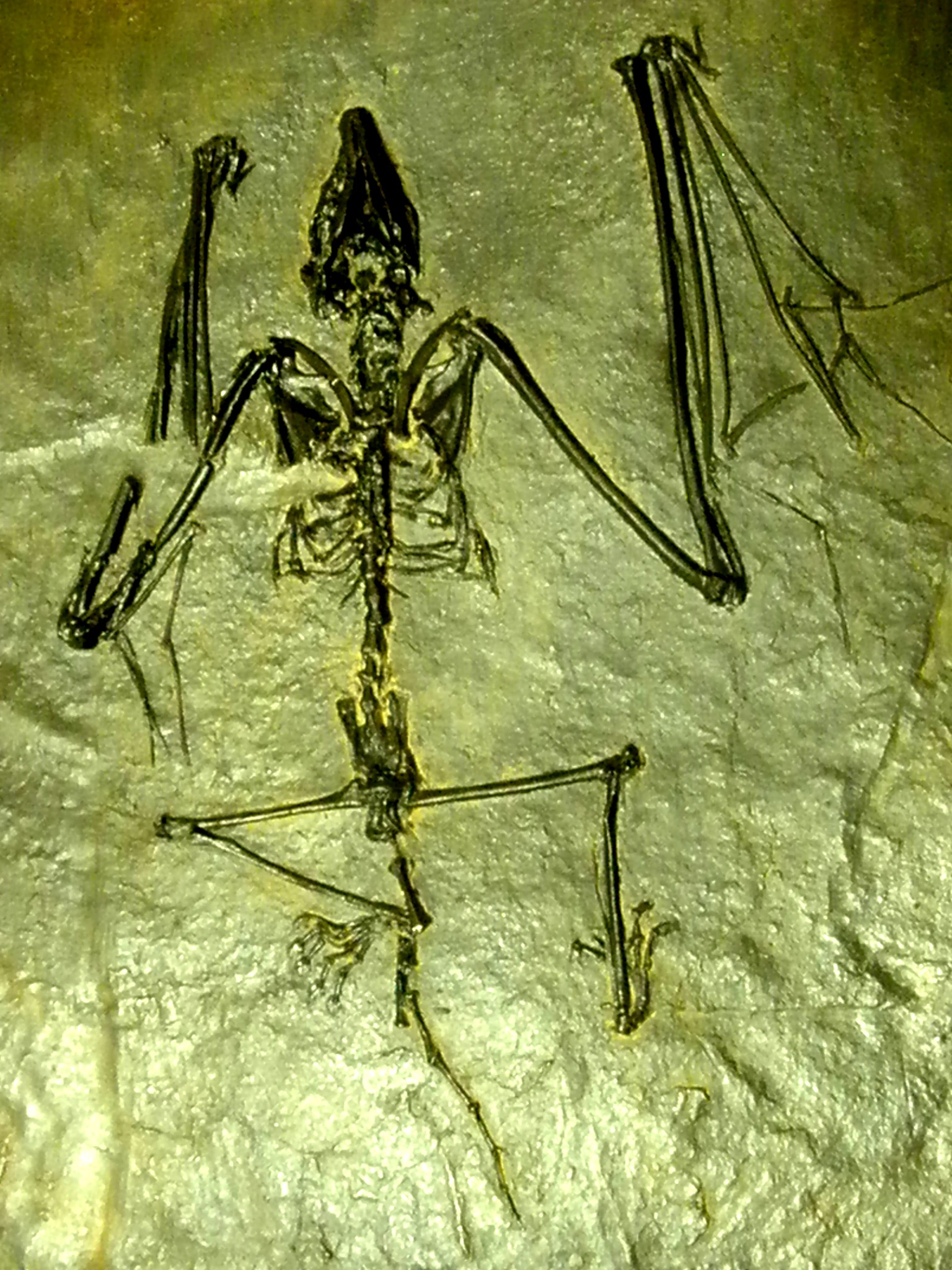
Archaeonycteris trigonodon, del Eoceno, encontrado en el yacimiento de Messel (Alemania), es uno de los murciélagos más antiguos que se conocen.

Respecto a su evolución, con base en motivos morfológicos, los quirópteros habían sido clasificados erróneamente durante mucho tiempo en el superorden Archonta (junto con los primates, dermópteros, y escandentios) hasta que la investigación genética mostró su estrecha relación con los laurasiaterios (el cual contiene al orden Eulipotyphla y al clado Scrotifera, que une al orden Chiroptera con los órdenes Carnivora, Artiodactyla, Perissodactyla y Pholidota); esto a pesar de que existen pocas similitudes anatómicas dentro de dicho clado y pareciera que no estuvieran relacionados. Según los estudios filogenéticos, dentro del clado Scrotifera, Chiroptera es el grupo más basal.
Respecto a los fósiles, se han descubierto fósiles de quirópteros con características más primitivas, siendo Onychonycteris finneyi la especie más primitiva de los dos géneros monoespecíficos más antiguos de murciélagos de los que existe registro. Esta especie vivió en un área que hoy día es el estado de Wyoming durante en el período Eoceno, hace 52,5 millones de años y que sucede a Icaronycteris index, anteriormente considerada la especie de murciélago más primitiva. Los primeros murciélagos que aparecen en el registro fósil ya volaban y se alimentaban de insectos. Su morfología era muy similar a la actual, pero todavía no contaban con la ecolocalización, como lo demuestra la cóclea poco desarrollada de O. finneyi. Se cree que evolucionaron a partir de pequeños mamíferos arborícolas que saltaban de un árbol a otro, desarrollando en primera instancia membranas para planear y finalmente alas. Sin embargo no se ha descubierto ningún fósil que represente un estadio intermedio de esta evolución. Los dos subórdenes de quirópteros, los megaquirópteros y microquirópteros, divergieron casi al principio del Cenozoico.
Durante el Oligoceno, cuando la configuración de los continentes era diferente a la actual, Sudamérica estaba aislada del resto de masas terrestres y el continente australiano se encontraba más al sur que hoy en día. En esta situación geográfica, su capacidad para volar permitió a los quirópteros una expansión mucho más importante que otros grupos de mamíferos. Hace veintitrés millones de años, colonizaron Indonesia y Australia.
En el Pleistoceno la temperatura global se desplomó, creando vastos casquetes polares en ambos hemisferios. Los que no migraron hacia latitudes más bajas murieron. La genética de poblaciones muestra que los murciélagos europeos se refugiaron en las penínsulas de Europa meridional (ibérica, itálica y balcánica).
Durante esta época compartían cuevas con los humanos primitivos, sin embargo no se conoce casi nada de este encuentro entre especies; solo se han encontrado pinturas rupestres de murciélagos en cuevas del norte de Australia.

## Relación con el ser humano

### Historia de su estudio
Aristóteles no sabía si los murciélagos eran aves u otro tipo de animal. Tres siglos más tarde, Plinio el Viejo los consideró pájaros, un error que persistió para casi todos los naturalistas hasta el siglo XVI. Para Conrad von Gesner representaban una forma intermedia entre aves y mamíferos. Finalmente Linneo los acabó clasificando como mamíferos en su célebre Systema naturae, ordenándolos en un tronco común con los primates y el hombre. Poco después, Daubenton ya había descrito cinco de las especies de quirópteros que habitan en Europa.
En las primeras obras, las leyendas se mezclaban con la ciencia, y estaban llenas de inexactitudes. Sin embargo fue Buffon quien  descubrió la hibernación de los murciélagos, y durante su exploración de cuevas se encontró con cavernas llenas de guano de quirópteros; observando que en los excrementos había restos de moscas y mariposas, Buffon empezó a conocer la dieta de los murciélagos europeos.

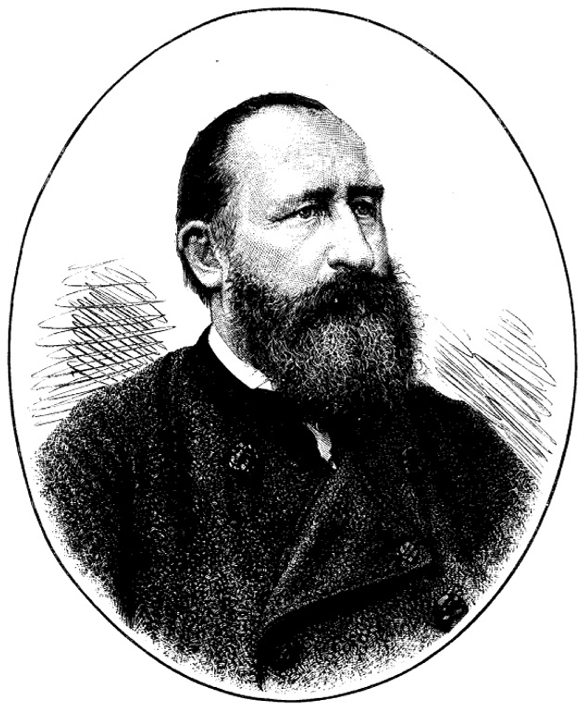
Alfred Brehm estudió la hibernación de los quirópteros

A principios del siglo XIX ya se aceptaba mayoritariamente que los murciélagos formaban un orden propio. Los naturalistas europeos recibían ejemplares de todo el mundo, enviados por pioneros de la edad de la exploración. Muchos ejemplares llegaban de países exóticos, y no se conocía ni la distribución ni su comportamiento. A menudo los naturalistas recibían ejemplares sin ninguna indicación de su origen. A finales del siglo XIX se empezó a conocer de forma detallada el comportamiento de los murciélagos, y ya se estudiaba la hibernación y el despertar (Brehm) o la forma de sus alas (Blasius). Además del trabajo de campo se llevaban a cabo investigaciones en laboratorio, con murciélagos en jaulas alimentados con gusanos de la harina y moscas. De esta forma se descubrieron detalles sobre el apareamiento, el parto, o la ovulación diferida.
Con la llegada del siglo XX se comenzó a utilizar la técnica del anillamiento para su estudio. El auge de la espeleología también permitió conocer mejor a los murciélagos cavernícolas, aunque también implicó una perturbación de su hábitat. Algunas de las técnicas desarrolladas durante este siglo eran muy crueles; se cogían animales que estaban hibernando (despertándolos en el proceso), se los estudiaba, y entonces se los volvía a soltar al frío, donde morían. Los encargados de su captura también solían meter un gran número de especímenes en muy poco espacio, provocando que murieran ahogados o que se dañaran intentando huir, y la inexperiencia de algunos capturadores les causaba fracturas del antebrazo o de los dedos. Por ello, algunas campañas de captura y estudio causaron decenas de miles de muertos de murciélagos y la pérdida de colonias enteras. A principios de la década de 1960, algunos biólogos comenzaron a mostrar su oposición a esta metodología.
Los primeros naturalistas no podían comprender como era posible que los murciélagos «vieran» en la oscuridad. Investigando la posibilidad de que se trataba de un sentido diferente al de la vista, algunos naturalistas les tapaban los ojos y los soltaban en cuartos oscuros con muchos obstáculos y comprobaron que los animales no chocaban contra los obstáculos, sin embargo cuando les lesionaban los conductos auditivos o los tapaban con cera, los murciélagos se desorientaban. A finales del siglo XVIII, Spallanzani y Jurine comenzaron a investigar este fenómeno en laboratorio. Cuvier planteaba la hipótesis de que sus membranas auriculares y alares eran muy sensibles, y detectaban cambios en el aire. Boitard creía que esta percepción estaba relacionada con el oído, y Allen sospechaba que el trago, un lóbulo de piel situado frente al pabellón auricular de los murciélagos, captaba señales de retorno, al igual que el sonar.
En 1938, con el desarrollo de un micrófono que captaba las altas frecuencias, Donald Griffin y Robert Galambos, del Harvard Medical School Laboratory, llevaron a cabo experimentos para confirmar que los murciélagos utilizan la ecolocalización. Trabajando con distintas especies de murciélagos, descubrieron su capacidad de enviar y recibir ultrasonidos de hasta 50 kHz. En 1940 presentaron su descubrimiento.

### Beneficios para el hombre

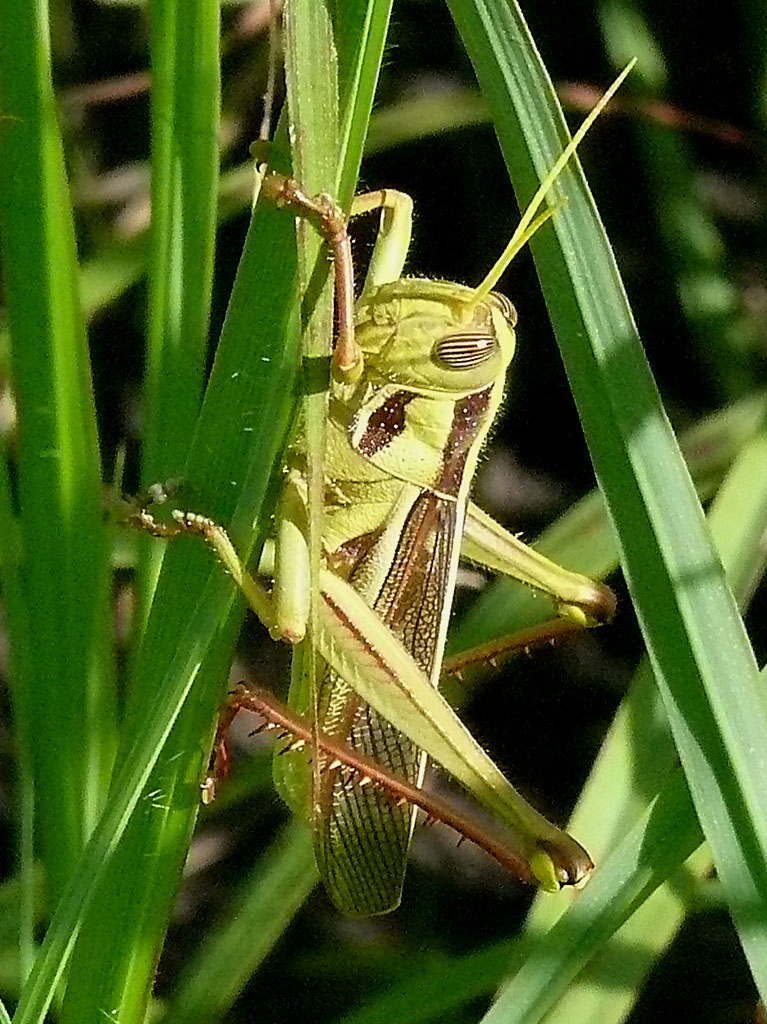
Los murciélagos resultan útiles en el control biológico de algunas plagas de insectos como las langostas

El papel desempeñado por los murciélagos en el mantenimiento y regeneración de bosques, en la dispersión de semillas, o su actuación como polinizadores o como agentes de control de plagas se apoya cada vez más en argumentos aportados por numerosos estudios científicos.
Los murciélagos pueden resultar útiles como agentes de control biológico, reduciendo o limitando el crecimiento de poblaciones de insectos u otros artrópodos que de lo contrario se podrían convertir en una plaga. De esta forma protegen indirectamente a los humanos y a otros animales de enfermedades transmitidas por insectos, y evitan que su crecimiento descontrolado ponga en peligro las plantaciones vegetales. Existen estudios recientes que indican que contribuyen de manera decisiva al control de plagas, como el realizado por la Universidad Cornell, que recomienda a los agricultores que intenten aumentar las poblaciones locales de murciélagos y golondrinas entre mayo y julio, que es cuando más efecto pueden tener sobre las poblaciones de insectos. Otro estudio publicado en 2008 en la revista Science reveló que los murciélagos eran significativamente más eficientes que las aves en tareas de control biológico; las plantas en las que se impedía el acceso a las aves tenían un 65% de artrópodos más que las plantas control, mientras que las plantas en las que no se dejaba acceder a los murciélagos tenían un 153 % más. Según este estudio, los murciélagos también protegen en cierta medida a las plantas de los animales herbívoros.
Desempeñan un papel ecológico vital como polinizadores. Hay unas 750 especies de plantas polinizadas por distintos murciélagos en todo el mundo. Un murciélago puede visitar hasta 1000 flores en una noche. Un murciélago es capaz de transportar polen de una flor hasta otra a 30 kilómetros de distancia, y se han registrado vuelos de 65 km en una dirección en una sola noche.
También desarrollan un importante papel en la dispersión de semillas. Cuando se comen un fruto, que más tarde excretan en otro lugar, contribuyen a que la planta se extienda a nuevas zonas. Muchas plantas tropicales dependen completamente de los murciélagos.

### Su papel en la transmisión de enfermedades
Los murciélagos son un reservorio natural para un gran número de patógenos zoonóticos como la rabia, el síndrome respiratorio agudo severo, Henipavirus y posiblemente el virus Ébola. Su gran movilidad, amplia distribución y comportamiento social convierten a los murciélagos en hospedadores y vectores de enfermedades. Muchas especies también parecen tener una alta tolerancia a la hora de albergar patógenos y a menudo no desarrollan la enfermedad mientras están infectadas.
En regiones donde la rabia es endémica, solo el 0,5 % de murciélagos porta la enfermedad, sin embargo, según un informe realizado en los Estados Unidos, 22 de los 31 casos de rabia en humanos que no fueron causados por perros entre los años 1980 y 2000, fueron provocados por mordeduras de murciélago.
Existe constancia de varias muertes de humanos en las selvas de Sudamérica tras el ataque de grupos numerosos de murciélagos a causa del virus de la rabia trasmitido por sus mordeduras, obligando a las autoridades sanitaria a aplicar medidas preventivas y de control, como vacunas y suero antirrábico, para proteger a las poblaciones nativas allí donde hubiera focos de esta enfermedad; estos ataques se producen por cambios en los ecosistemas locales, como la deforestación indiscriminada que provoca la extinción de algunas especies que son predadores naturales de los murciélagos y de otras que les sirven como fuente de alimento y, en el caso de los murciélagos hematófagos, la transformación de la selva tropical en pastizales para la pecuaria inicialmente aumenta su volumen de alimento, lo que facilita su reproducción y el aumento de las poblaciones, pero posteriormente el constante movimiento de las reses en busca de nuevos pastos los deja sin fuente de comida.
Los ejemplares rabiosos suelen ser torpes, desorientados e incapaces de volar, lo que aumenta la probabilidad de que entren en contacto con las personas. Aunque no se debe tener un miedo irracional a estos animales, es conveniente evitar manejarlos o tenerlos en lugares habitados, al igual que con cualquier animal salvaje. Si se encuentra un murciélago en una residencia cerca de una persona dormida, un bebé, una persona ebria o un animal doméstico, la persona o el animal doméstico deberían recibir asistencia médica inmediata para descartar la posibilidad de que hayan sido contagiados.

## En la cultura
En Centroamérica se han encontrado representaciones de una divinidad murciélago de los mayas en columnas de piedra y recipientes de barro de unos 2000 años de antigüedad; esta deidad tenía cabeza de murciélago y las alas extendidas, y también aparece en pictogramas de esta cultura.
En multitud de mitos y leyendas, en la mayor parte del mundo, los murciélagos han causado temor entre los humanos a lo largo de la historia. A causa de los hábitos nocturnos de la mayoría de sus especies y la ancestral incomprensión sobre como podían «ver» en la oscuridad, se les consideraba y todavía se les considera a menudo como habitantes siniestros de la noche. Además, aunque en realidad solo tres especies son hematófagas, a menudo se les asocia a los míticos vampiros.
Estos temores supersticiosos se manifiestan en casi todo el mundo con pocas excepciones, como en China, donde son símbolo de felicidad y provecho; este hecho se refleja en la palabra china fu, que significa al mismo tiempo «felicidad» y «murciélago». Estos animales son utilizados a menudo, en grupos de cinco (wu fu), como un bordado en la ropa o como un talismán redondo. Los cinco murciélagos representan las cinco felicidades: salud, riqueza, larga vida, buena suerte y tranquilidad; este antiguo diseño a menudo es representado en color rojo, el color de alegría.

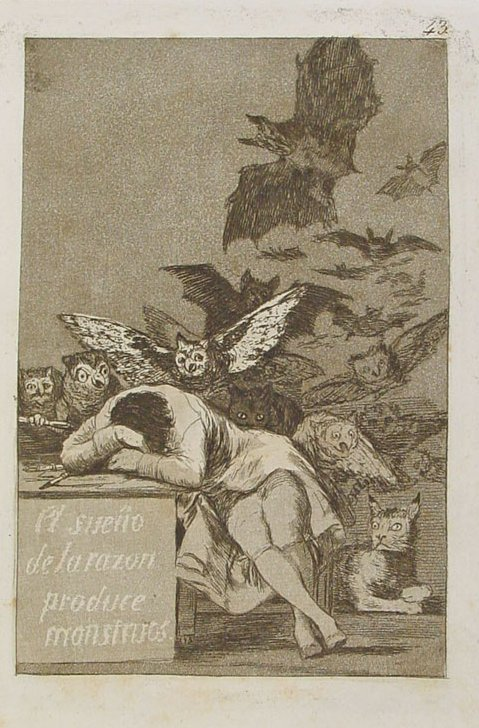
Goya: El sueño de la razón produce monstruos.

En Europa los murciélagos han sido vistos de manera predominantemente negativa desde la antigüedad. Así, en Las metamorfosis, Ovidio explica que las hijas del rey de Beocia fueron convertidas en murciélagos como castigo, porque se habían quedado a trabajar en el telar contando historias mitológicas, en lugar de participar en las festividades en honor de Baco. La Biblia también les asigna una condición negativa, incluyéndolos entre las «aves inmundas» (Lt 11.13, 19; Dt 14.11, 12, 18) e Isaías considera las cuevas donde descansan como lugares apropiados para arrojar los ídolos (Is 2.19ss).

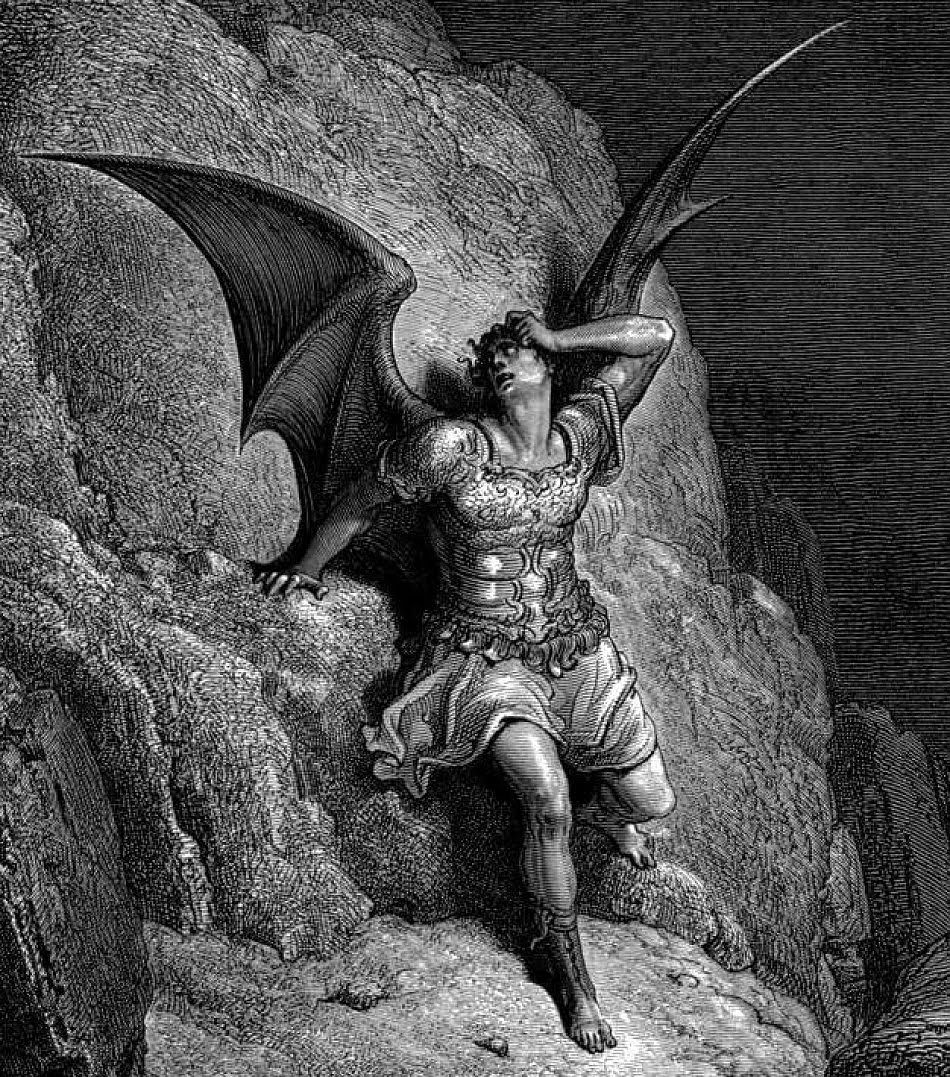
Ilustración de Satanás realizada por Gustave Doré para el poema narrativo de John Milton El paraíso perdido.

Los demonios y las criaturas diabólicas (incluido el propio Satanás) a menudo son representados en las artes visuales con alas de murciélago, a diferencia de los ángeles. 
En el célebre grabado de Alberto Durero Melancolía I aparece una criatura similar a un murciélago que sostiene una cartela con el título del grabado. Durante el Barroco son uno de los atributos del Anticristo. El pintor español Francisco de Goya los utilizó, junto con los búhos, como símbolo de amenaza.
Los murciélagos también se asocian con la muerte y el alma; en algunas representaciones del siglo XIV, el alma abandona el cuerpo tras la muerte elevándose en forma de murciélago. Las leyendas europeas sobre vampiros también podrían tener sus orígenes en esta asociación, pues se remontan a épocas muy anteriores al descubrimiento de los auténticos murciélagos vampiros de América. Este mito de los vampiros ha perdurado hasta hoy en día en la cultura popular y se refleja sobre todo en la imaginación de los escritores y directores de cine; figuras como el Conde Drácula, que toma forma de murciélago durante la noche a la busca de víctimas, o en multitud de películas, como El baile de los vampiros, de Roman Polanski, que también utilizan este mito.
En el cine de terror los murciélagos aparecen con frecuencia como inspiradores de pánico, e incluso son protagonistas en películas  como El murciélago diabólico (1940), protagonizada por Bela Lugosi, o en Bats (1999), protagonizada por Lou Diamond Phillips y Dina Meyer.
La vida nocturna de estos animales también inspiró la creación del personaje de cómic y héroe de películas Batman, un superhéroe que se disfraza de murciélago para salir a la captura de criminales durante la noche y que eligió ese disfraz por el temor que infunden a las personas.

### Heráldica

Escudo de Valencia, España.

En algunas zonas del este de España es un símbolo heráldico, y figura en los escudos de ciudades como Valencia, Palma de Mallorca o Fraga. El uso heráldico del murciélago en Valencia, Cataluña y las Islas Baleares tiene sus orígenes en el dragón alado (vibra o víbria), de la cimera real del rey Pedro IV de Aragón; esta es la teoría más extensamente aceptada, aunque también existe una leyenda basada en el Llibre dels feits que narra que gracias a la intervención de un murciélago, el rey Jaime I de Aragón ganó una batalla crucial contra los sarracenos durante la Conquista de Valencia. Su uso como símbolo heráldico es frecuente en los territorios de la antigua Corona de Aragón y poco utilizado en otros lugares, aunque también se puede encontrar en el escudo de armas de la ciudad de Albacete, en España, o en el de la ciudad de Montchauvet, en Francia.